# Héraclius
Vous lisez un « article de qualité » labellisé en 2020.
Pour les articles homonymes, voir Héraclius (homonymie).
Héraclius (en latin Flavius Heraclius Augustus), en grec Ἡράκλειος (Hērakleios), né vers 575 et mort le 11 février 641, est un empereur romain d'Orient de 610 à 641. Il est le fondateur de la dynastie des Héraclides qui règne sur l'Empire pendant plus d'un siècle (610-711).
Le règne d'Héraclius est l'un des plus fondamentaux de l'histoire byzantine. Il intervient à un tournant de l'évolution de l'Empire. Dernier empereur de l'époque romaine tardive, il arrive au pouvoir en 610 au terme d'une rébellion dirigée par son père, Héraclius l'Ancien, contre l'empereur Phocas, qui a renversé et tué Maurice quelques années plus tôt. Toutes les premières années de son règne sont consacrées, avec la plus grande énergie, à une lutte à mort contre les armées Sassanides qui ont profité des désordres internes de l'Empire pour assaillir et conquérir ses provinces orientales, puis menacer Constantinople avec l'aide des Avars dans les Balkans. Grâce à son habileté stratégique et diplomatique, Héraclius renverse progressivement la situation et parvient à reconquérir l'ensemble des territoires perdus, ainsi qu'à conclure la paix avec les Sassanides entre 628 et 630.
Pendant quelques années, Héraclius jouit d'une brève période de paix. Il se consacre au rétablissement de l'autorité byzantine en Orient et tente, sans succès, de réconcilier les différentes branches du christianisme qui coexistent depuis trois siècles au sein de son Empire. Cependant, en 633-634, une nouvelle menace apparaît. Les armées des Arabes, dirigés par les héritiers et compagnons de Mahomet, et portés par une nouvelle religion, l'islam, se lancent à l'assaut du Proche et du Moyen-Orient. Encore épuisé par la guerre contre les Perses qui l'a laissé exsangue, l'Empire cède rapidement. La défaite du Yarmouk en 636 oblige Héraclius à abandonner à nouveau la province de Syrie, la Palestine et bientôt l'Égypte, qui constituaient les dernières positions romaines dans le levant et l'angle nord-est de l'Afrique, ainsi que des territoires clés pour l'économie et l'agriculture de l'Empire. Sans ressources militaires et financières, il ne peut que constater l'effondrement de l'œuvre de son règne et l'abandon des territoires orientaux extra-anatoliens.
À sa mort, en 641, l'Empire byzantin entre dans une nouvelle ère. Ses provinces orientales sont perdues ou en passe de l'être. Les Balkans voient l'installation progressive des Slaves qui menacent le contrôle byzantin dans la région tandis que la séparation entre l'ancien monde romain occidental et l'Empire d'Orient s'affirme. Le grec a alors définitivement supplanté le latin comme langue du pouvoir et de l'administration sous Héraclius. Un premier schisme religieux apparaît entre Rome et Constantinople, tandis que les anciennes structures administratives héritées de l'Empire romain sont contraintes à une transformation profonde qui s'étale sur toutes les décennies à venir. En dépit de la période sombre dans laquelle s'enfonce l'Empire au milieu du VIIe siècle, Héraclius a laissé l'image d'un empereur combattant, déterminé et capable d'audace stratégique pour rétablir une situation compromise face aux Sassanides. Dans l'imaginaire chrétien occidental, il devient un symbole de la défense de la chrétienté, tandis que la tradition historique musulmane a largement épargné celui qui a pourtant été un adversaire de l'islam.

## Sources

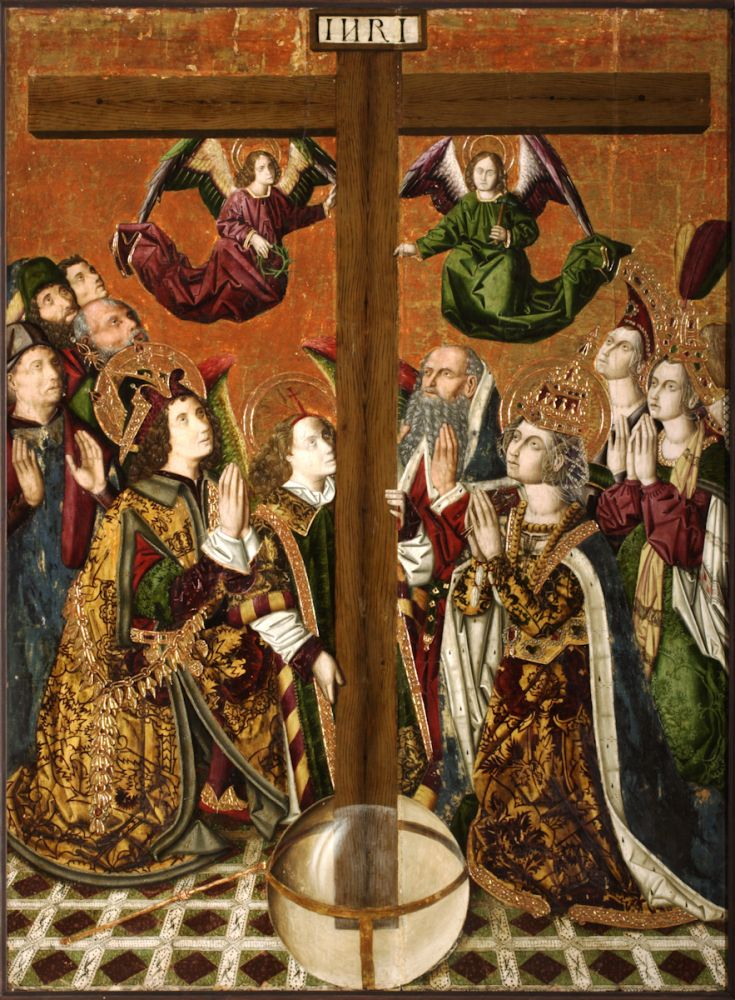
Héraclius (le personnage barbu) vénérant la Sainte Croix aux côtés de Sainte-Hélène. Huile sur panneau de bois de Miguel Ximenez (fin XV), église de Blesa, Aragon.

Les sources à propos du règne d’Héraclius sont particulièrement diversifiées et témoignent des bouleversements de son époque. Néanmoins, il n’existe pas de chronique qui lui soit spécifiquement dédiée. Il est donc nécessaire de croiser plusieurs sources pour tenter d’avoir une vision relativement précise des événements et de leur déroulé. Les premières sources sont les textes de langue grecque, notamment les chroniques universelles dont sont particulièrement friands les auteurs chrétiens de l’époque. Ces textes présentent la limite de mal couvrir la période finale de la vie d'Héraclius. Georges de Pisidie est l’une des sources les plus directes pour analyser le règne d’Héraclius. Poète de la cour impériale, il est particulièrement bien informé, même si ses textes tournent régulièrement au panégyrique à la gloire de l'empereur. Le Chronicon Paschale est une autre chronique grecque contemporaine d'Héraclius, dont l'auteur est inconnu et qui prend la forme d'un déroulé chronologique particulièrement précieux,. D'autres sources plus parcellaires, souvent incomplètes, sont aussi exploitables, comme la Chronique universelle de Jean de Nikiou, évêque égyptien de la fin du VIIe siècle, dont la partie qui concerne Héraclius est presque majoritairement perdue. Les Miracles de Saint Démétrios présentent l'originalité, et donc l'intérêt, de retracer les incursions slaves et avares dans les Balkans sous Héraclius,. L’importance fondamentale d’Héraclius dans l’évolution historique byzantine explique qu’une quantité importante de chroniqueurs ultérieurs lui ont consacré des développements intéressants. En dépit de l’écart temporel parfois significatif, leurs observations sont précieuses, ne serait-ce que pour étudier la perception du règne de cet empereur. Ils s'appuient aussi souvent sur des sources d'époque aujourd'hui perdues. C’est notamment le cas des chroniques de Théophane le Confesseur, de Nicéphore Ier de Constantinople ou de Michel le Syrien. Enfin, les textes religieux sont de plus en plus utilisés pour appréhender l'histoire byzantine, en particulier les hagiographies.
Des sources syriaques et arméniennes existent aussi à propos du règne d'Héraclius. Une chronique longtemps attribuée à Sebeos connue sous le titre La Vie d'Héraclius présente un certain intérêt en dépit d'erreurs, d'autant que son auteur semble avoir vécu auprès de la cour sassanide, alors même que les sources émanant de cet Empire sont très parcellaires pour la période considérée. Les écrits en langue syriaque sont souvent postérieurs à l'époque d'Héraclius, même s'ils s'appuient sur des sources plus contemporaines, à l'image de la chronique du Khouzistan. Ils permettent de saisir la perception de son règne parmi les chrétiens d'Orient et s'écartent souvent des récits favorables à l'empereur présents dans les autres textes.
Les sources musulmanes apportent aussi un éclairage déterminant sur les épisodes de la vie d’Héraclius. Si la plupart ont été composées quelques décennies ou siècles après sa mort, elles reposent sur des traditions orales ou des écrits aujourd’hui disparus et sont donc largement exploitables. Elles offrent un point de vue différent qui enrichit l’analyse de certains événements, notamment la conquête musulmane à partir de 634. Elles compensent ainsi la maigreur relative des sources grecques ou arméniennes sur les premiers temps de l'expansion de l'islam. Les textes les plus riches sont ceux d'al-Tabari, al-Balâdhurî ou al-Yaqubi,.
Les sources en provenance d'Europe occidentale sont parfois riches en enseignement sur l'époque d'Héraclius. La chronique de Frédégaire, composée en Gaule au VIIIe siècle s'avère bien informée, tandis que le Liber Pontificalis livre des informations sur les relations entre l'Empire et la papauté, même si le règne d'Héraclius n'est pas le mieux couvert.
Enfin, l'archéologie permet une appréhension de plus en plus fine de l'évolution du Proche et du Moyen-Orient mais aussi des Balkans dans les temps troublés de la première moitié du VIIe siècle. Les invasions et les évolutions territoriales sont ainsi mieux retracées grâce à l'exploitation des vestiges de l'époque. De même, la sigillographie et la numismatique sont de plus en plus exploitées, notamment pour analyser les évolutions économiques et administratives de l'Empire, en l'absence de sources écrites émanant de l'administration de l'époque,.

## Contexte général
Au début du VIIe siècle, l'Empire byzantin sort de ce que certains historiens ont parfois qualifié de « siècle de Justinien » tant il a été marqué par la figure de cet empereur dont le règne court de 527 à 565. Après avoir survécu au choc des « invasions barbares » et à la chute de l'Empire romain d'Occident, Justinien a impulsé une politique de reconquête qui rétablit l’imperium romanum sur une large partie de la mer Méditerranée et sur l'ensemble de l'Italie. Néanmoins, à partir du milieu du siècle, de nouveaux facteurs de fragilité apparaissent. La peste de Justinien a profondément déstabilisé la démographie de l'Empire avec plusieurs vagues épidémiques, tandis que le commerce en général connaît un début de reflux. Les finances publiques sont donc mises à mal. À l'extérieur, les frontières désormais très étendues de l'Empire sont soumises à une pression constante que les forces impériales peinent à contenir. Les Lombards envahissent une large partie de la péninsule italienne tandis que les Slaves et les Avars se font menaçants au nord du Danube. Enfin, à l'est, l'Empire est, comme depuis les débuts de l'émergence de la puissance romaine en Orient, confronté au défi de l'Empire perse alors tenu par les Sassanides.

## Jeunes années (vers 575-610)

### Les origines

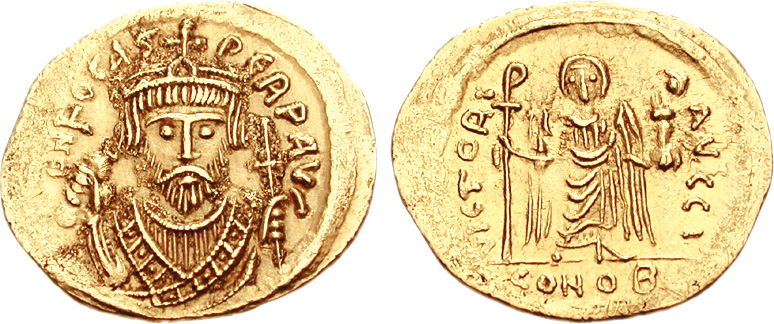
Solidus à l'effigie de Phocas.

Héraclius naît vers 575 en Cappadoce. Il est le fils du patrice Héraclius l'Ancien, officier supérieur de l'armée de l'empereur Maurice (r. 582-602), d'origine arménienne, et de son épouse Epiphania. Si l'incertitude demeure sur les origines familiales d'Héraclius, c'est bien la racine arménienne qui reste la plus retenue par les historiens.
Héraclius l'Ancien sert longtemps dans les provinces orientales, près de la frontière perse, comme adjoint du magister militum per Orientem (général des armées d'Orient), puis à partir de 595 environ comme magister militum per Armeniam. C'est donc là que le futur empereur a ses racines et qu'il passe une grande partie de sa jeunesse. Il en retire aussi une bonne connaissance de la région, de sa géographie et de ses habitants, ce qui a pu lui servir dans les campagnes arméniennes qu'il mène contre les Perses au début de son règne. Bien éduqué, il maîtrise autant le grec que l'arménien. En revanche, son degré de maîtrise du latin n'est pas connu. Vers 600, Héraclius l'Ancien est nommé exarque de Carthage, l'un des postes les plus élevés de l'Empire ; ce qui atteste sa position d'homme de confiance auprès de l'empereur Maurice. Si les travaux de Charles Diehl ont conclu que l'Afrique byzantine est alors une province déshéritée et secondaire, les travaux modernes estiment au contraire que c'est une région prospère. L'historien Frédégaire rapporte qu'Héraclius le Jeune se livre à des combats contre des lions et des ours en Afrique, dans la tradition des jeux du cirque romains. Cependant, une telle assertion est difficile à vérifier et pourrait largement être romancée. En réalité, la vie d'Héraclius le Jeune en Afrique nous est inconnue, à l'exception du fait qu'il y rencontre sa première épouse, Fabia Eudocia, la fille d'un riche propriétaire terrien du nom de Rogas,.

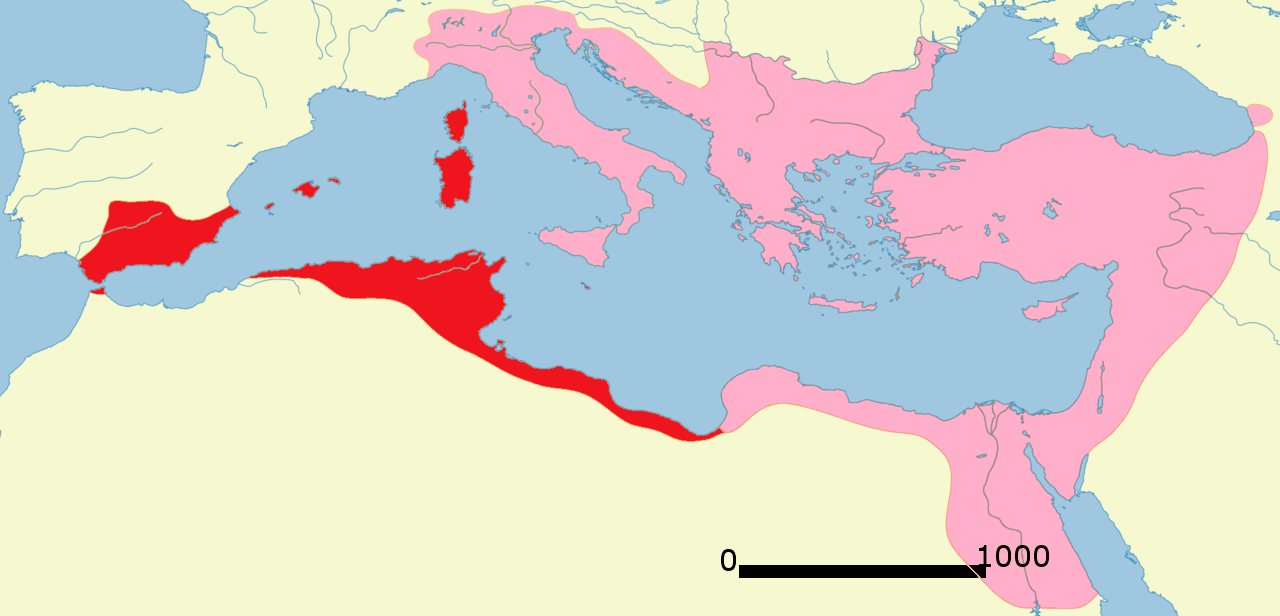
Carte de l'exarchat d'Afrique (en rouge) au sein de l'Empire byzantin.

Plusieurs auteurs nous ont laissé des descriptions physiques d'Héraclius. Selon Frédégaire, il est « bien fait de sa personne, grand et reconnu pour sa bravoure au combat ». Léon le Grammairien, qui écrit au Xe siècle, rapporte qu'il « est robuste, avec un torse large, de beaux yeux bleus, des cheveux d'or, le teint clair et une barbe fournie ». Selon une tradition recueillie par Raban Maur, un moine allemand du IXe siècle, il était « un soldat d'une grande énergie, un homme très éloquent, beau physiquement, adonné à toutes les activités profanes, et néanmoins dévoué tout entier à la foi catholique, soumis à l'Église, bienveillant et zélé envers elle ».

### La rébellion

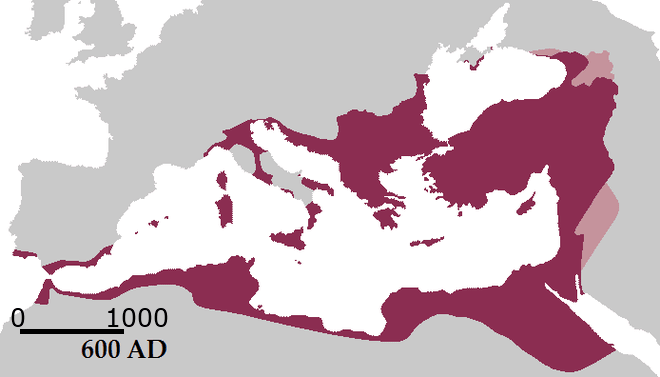
L'Empire byzantin vers 600, au moment de la prise du pouvoir par Phocas. En rose clair, les territoires contrôlés par des alliés proches de l'Empire.

Un tournant intervient en 602, quand Maurice est renversé et tué à la suite d'une mutinerie de l'armée des Balkans dirigée par Phocas. C'est la première fois depuis plusieurs décennies qu'un empereur tombe en raison d'un complot. Dans un premier temps, Phocas maintient dans leurs fonctions de nombreux responsables civils et militaires, dont l'exarque Héraclius l'Ancien, mais il est rapidement en butte à leur hostilité plus ou moins déclarée et à plusieurs complots, qu'il réprime d'une façon de plus en plus sanglante. Surtout, l'empereur des Sassanides, Khosro II, profite de la situation pour envahir l'Empire, prétextant venger Maurice. Rapidement, Phocas est débordé et perd des positions en Orient, affaiblissant toujours plus sa position.
C'est dans ce contexte, en 608, que la famille d'Héraclius fomente une conspiration. Les raisons véritables derrière ce soulèvement sont difficiles à établir exactement. L'impopularité de Phocas est réelle, de même que la faiblesse de sa légitimité. Arrivé au pouvoir au terme d'un coup d'état sanglant, il ne s'est jamais imposé comme le dirigeant respecté de l'Empire. D'autant que sa violence et sa mauvaise gestion de l'Empire ne font qu'accroître son impopularité. Néanmoins, au-delà d'une rébellion guidée par le seul souci de l'intérêt général de l'Empire, des historiens, dont Kaegi, estiment que le clan d'Héraclius est aussi animé d'intérêts personnels. L'Afrique byzantine est un lieu idéal pour une rébellion. C'est un territoire éloigné de Constantinople, qui n'est pas menacé par les Sassanides et qui dispose de ressources abondantes, suffisantes pour soutenir une armée et espérer s'emparer du pouvoir suprême.

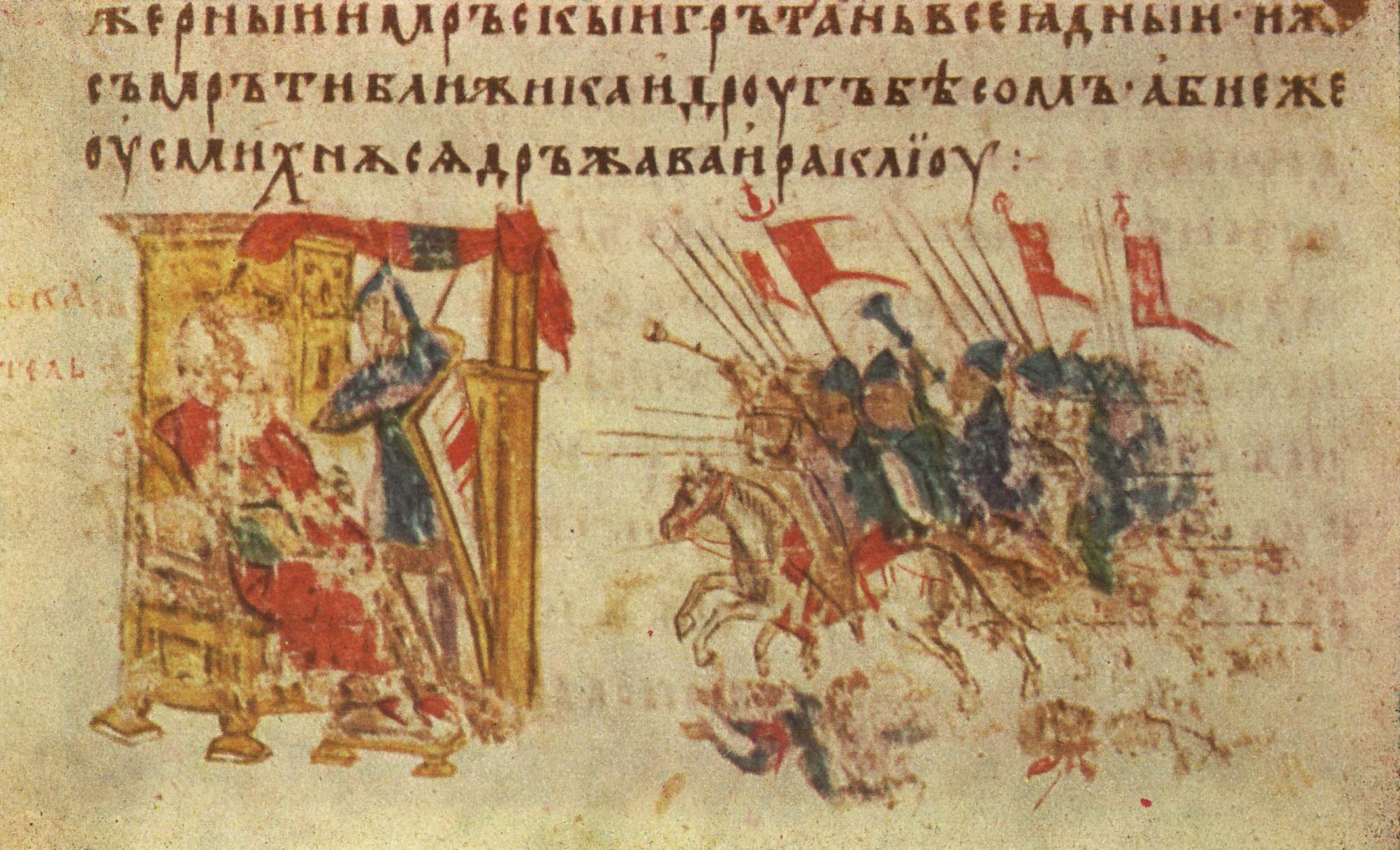
Miniature issue de la chronique de Manassès représentant la rébellion d'Héraclius.

Héraclius père et fils sont nommés consuls, probablement de leur propre initiative, ce qui représente un défi direct au pouvoir de l'empereur qui seul détient ce titre depuis de longues décennies. Bientôt, l'Égypte leur est acquise grâce à l'intervention de Nicétas, le cousin d'Héraclius le Jeune, et des pièces de monnaie commencent à être frappées à leur effigie,,. Phocas est attaqué de toutes parts, y compris dans les Balkans où des incursions barbares menacent la souveraineté byzantine sur la région. Sa principale réaction est d'emprisonner Epiphania et Fabia Eudocia, la promise d'Héraclius le Jeune. Il envoie aussi son principal général, Bonosios, combattre Nicétas, sans succès.
Au printemps 610, Héraclius le Jeune prend la tête d'une flotte. Tout comme Nicétas, son armée comprend principalement des Maures et il est possible que son opération complète celle de son cousin en Égypte. Le trajet de son expédition n'est pas connu avec certitude. Il semble avoir fait étape sur plusieurs îles, dont la Sicile, ainsi qu'à Thessalonique mais sans garantie. En revanche, il finit par pénétrer dans la mer de Marmara sans rencontrer de résistance et positionne ses forces près de la capitale. Il prend d'abord le port d'Abydos puis vainc une flotte loyaliste près du port de Sophia à Constantinople, avant de débarquer, le 3 octobre, près d'Hebdomon. La panique s'empare de Constantinople où les principaux soutiens de Phocas l'abandonnent l'un après l'autre, dont Priscus, chef des Excubites et des Bucellaires (des gardes impériaux). Quant aux Factions, celle des Verts soutient de plus en plus ouvertement Héraclius. Dépourvu de troupes fidèles, l'empereur finit par être capturé par le patrice Probos qui l'emmène auprès d'Héraclius. Un bref échange est rapporté entre les deux hommes : « — C’est donc ainsi, de demander Héraclius, que tu as gouverné l’empire ? — Et tu penses, de répondre Phocas avec esprit, que ton gouvernement aurait été meilleur ? ». Héraclius ne tarde pas à le faire exécuter et à mutiler son cadavre.
Dès le 5 octobre, Héraclius est couronné comme nouvel empereur. Il est difficile de savoir si son père est alors encore en vie mais, quoi qu'il en soit, il meurt aux environs de cette date. Juste après, Héraclius se marie avec sa fiancée, Fabia Eudocia. Nicétas devient préfet augustal de l'Égypte, dont il assure la loyauté au nouveau pouvoir. Quelques jours après son couronnement, Héraclius fait brûler le drapeau de la faction des Bleus, en raison de son soutien à Phocas. La principale résistance vient de Comentiolus, le frère du défunt empereur, qui commande une armée en Orient et se barricade à Ancyre. Il est finalement assassiné par un patrice du nom de Justin à la fin de l'année 610 ou au début de l'année 611,. Si cette élimination conforte le trône d'Héraclius, la situation intérieure en demeure troublée. L'Empire a connu deux prises de pouvoir violentes en moins de dix ans, rompant avec une longue période de relative stabilité. L'autorité impériale s'en trouve nécessairement affaiblie, tandis qu'un peu partout dans l'Empire des foyers de violence et d'agitation existent, en particulier dans les cités. Surtout, les ennemis de l'Empire profitent des circonstances pour assaillir les frontières.

## La guerre contre les Perses et la paix (610-633)

### Défaites en séries (610-622)
De 610 à 628, toute l'énergie du nouvel empereur est concentrée sur l'ennemi sassanide, dans ce qui est parfois appelée la dernière grande guerre de l'Antiquité. Entamée en 602, elle constitue le paroxysme des guerres perso-byzantines, qui ont elles-mêmes pris la succession de la rivalité entre Rome et le monde iranien, d'abord dominé par les Parthes puis par les Sassanides. À la différence des précédents conflits, cette guerre est de grande envergure, elle mobilise tout l'appareil militaire des deux rivaux et conduit à des pénétrations en profondeur dans le territoire adverse et des dévastations de grande ampleur. L'Empire byzantin voit l'ensemble de ses provinces orientales menacées, jusqu'à l'Égypte et l'Anatolie. Plus largement, c'est l'appareil militaire byzantin qui est mis en péril par cette guerre. Affaibli conjoncturellement par le désordre interne au sein de l'Empire, il est aussi en déclin depuis la mort de Justinien. Les baisses d'effectifs ont fragilisé la capacité de l'armée byzantine à défendre des frontières étendues. À terme, cette guerre marque le début d'une évolution profonde de l'appareil militaire byzantin.

#### L'invasion des provinces orientales

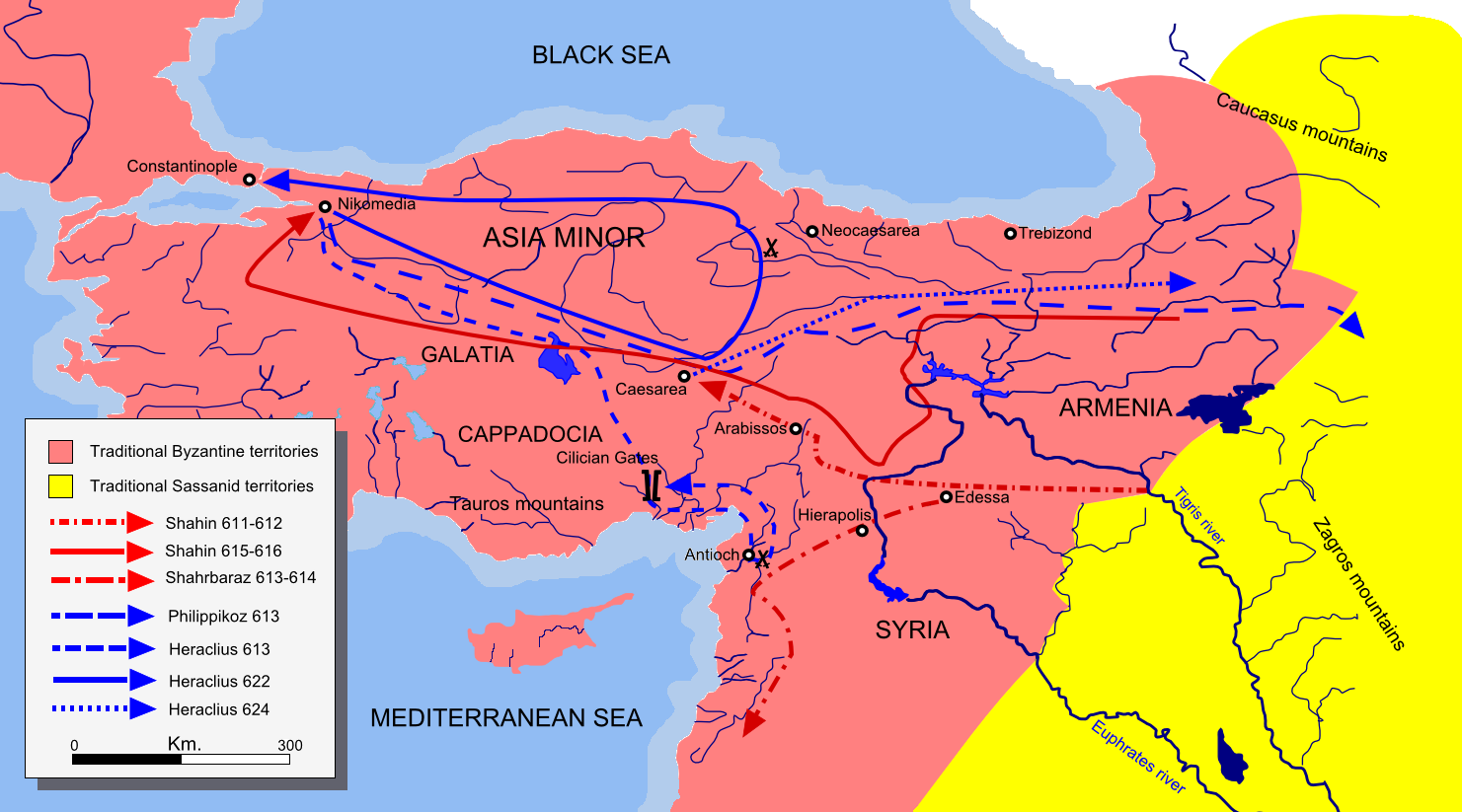
Carte des campagnes militaires entre 611 et 624.

Sous Phocas, les Perses ont déclenché une nouvelle guerre contre les Byzantins, ce qui ravive la rivalité traditionnelle entre les deux pôles impériaux de la Méditerranée orientale et du Moyen-Orient. Ils profitent du désordre interne à l'Empire romain d'Orient et de la faiblesse du régime de Phocas pour progresser, sans rencontrer d'opposition sérieuse car les armées ont déserté les frontières pour participer aux luttes de pouvoir. À l'avènement d'Héraclius, les Perses sassanides occupent déjà d'importants territoires appartenant à l'Empire (Arménie byzantine, Cappadoce, une partie de la Syrie) et leur progression se poursuit avec la prise d'Antioche le 8 octobre 610 et celle d'Apamée le 15 du même mois ; Émèse se rend aux Perses en 611. Antioche, particulièrement, est entièrement pillée, une partie de sa population massacrée (dont le patriarche melchite Anastase II d'Antioche) et une autre partie déportée sur le territoire perse, répétant ce qui était déjà arrivé lors de la précédente prise de la ville par les Perses en 540. Il semble qu'Héraclius ouvre des pourparlers de paix à son arrivée au pouvoir mais il essuie une fin de non-recevoir. Khosro désire vraisemblablement capitaliser sur son avantage et profiter jusqu'au bout de la fragilité byzantine.

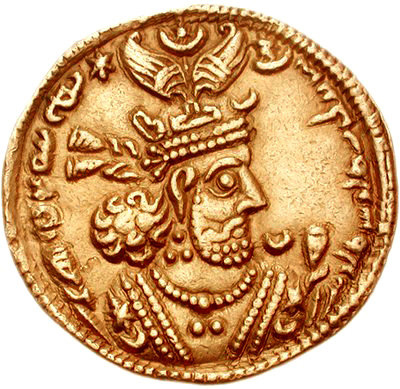
Pièce de monnaie en or à l'effigie de Khosro II, datée de 611.

Les Perses sont désormais en mesure de s'attaquer à l'Anatolie, une région jusque-là sanctuarisée et qui ouvre sur le centre de l'Empire byzantin. Ils assiègent Césarée de Cappadoce en 611. Le général Priscus est envoyé en renfort. S'il ne peut empêcher la chute de la ville, il assiège à son tour les Perses. Il reçoit la visite d'Héraclius, qui se déplace en personne sur le front, la première fois pour un empereur depuis des décennies. Il semble que Priscus ait mal pris ce coup d'éclat et prétexte une maladie pour ne pas le rencontrer, ce qui crée des tensions. Il est finalement rappelé en 612, d'autant que les Perses ont réussi à briser l'encerclement,.
La situation continue de se détériorer en Orient où les Sassanides peuvent facilement poursuivre leurs conquêtes. En 613, Héraclius prend de nouveau la tête d'une armée en direction d'Antioche mais il est vaincu et doit battre en retraite, tandis que la Cilicie chute dans la foulée. La Palestine est désormais isolée, d'autant que Damas est prise la même année, et Nicétas ne peut bloquer l'avancée ennemie. En 614, Jérusalem est assiégée et tombe rapidement. Le choc est immense, d'autant que les reliques n'ont pas été évacuées au préalable. Les Perses s'emparent de plusieurs d'entre elles, dont la Vraie Croix, qu'ils emmènent chez eux, tandis que de nombreuses églises sont saccagées et l'église du Saint-Sépulcre détruite. Les pertes humaines sont elles aussi considérables, se chiffrant à plusieurs dizaines de milliers d'hommes, tués ou réduits en esclavage, dont le patriarche Zacharie de Jérusalem. La prochaine étape sur la route des forces de Khosro est l'Égypte. La riche province dirigée par Nicétas est attaquée en 618 par le général Shahrbaraz et conquise entièrement en quelques années. Il est possible que la population, en large partie monophysite, n'ait pas opposé une franche résistance car elle voit là une occasion de se débarrasser de la tutelle de Constantinople, souvent hostile à leur doctrine religieuse. Dans tous les cas, la chute de l'Égypte est un désastre. Elle prive l'Empire de son grenier à blé et l'annone, la distribution de blé gratuite à Constantinople, disparaît dès 618.
Après la chute de Jérusalem, le général perse Shahin mène aussi une offensive en Asie Mineure, dévastant Ancyre, Sardes, atteignant même Chalcédoine, en face de Constantinople sur le Bosphore. Philippicos parvient à le distraire par une campagne vers l'est, qui oblige le général perse à se lancer à sa poursuite. Néanmoins, le vieux commandant byzantin tombe rapidement malade et meurt peu après, ce qui prive Héraclius d'un de ses meilleurs chefs militaires.
Héraclius sollicite à nouveau la paix vers 614 ou 615, probablement après avoir rencontré personnellement le général perse Shahin quand il se trouve à Chalcédoine. Là encore, sa tentative est un échec. Pourtant, selon le Pseudo-Sébéos, Héraclius est prêt à reconnaître la supériorité de l'Empire perse et à se faire vassal de Khosro. Cependant, les Perses persistent à ne pas reconnaître le nouvel empereur et emprisonnent les ambassadeurs. Il est probable que Khosro, grisé par ses multiples succès, souhaite pousser son avantage le plus loin possible.

#### Difficultés sur tous les fronts
Dans le même temps, la situation byzantine, déjà très délicate, commence à virer à la catastrophe car les ennemis de l'Empire assaillent les autres frontières de l'Empire. Dans les Balkans, la domination impériale est depuis plusieurs décennies menacée par des incursions répétées de divers peuples, principalement des Slaves. En 614, ils semblent avoir profité des défaites d'Héraclius en Orient pour s'attaquer à l'Illyrie. Ils s'emparent de Salone, capitale de la Dalmatie dont ils réduisent la population en esclavage. Ce sont surtout les Avars qui mènent l'invasion et conquièrent Niš ou Belgrade. L'ensemble de la péninsule est livrée aux assauts de ces peuples effectuant des pénétrations jusqu'au Péloponnèse voire les îles de la mer Égée. Seules les cités les mieux fortifiées résistent, comme Thessalonique qui repousse deux sièges. Les meilleures forces militaires de la région ont été transférées en Orient, ce qui laisse le champ libre à ces envahisseurs.
En Espagne, la petite province reconquise sous Justinien continue de perdre du terrain face au royaume wisigoth. Vers 615, le roi Sisebut s'empare de Malaga et oblige les autorités locales à consentir à une paix difficile. Désormais, la domination byzantine sur la Bétique est réduite à sa portion congrue.
En Italie, la domination byzantine est elle aussi mise à mal depuis l'irruption des Lombards dans la péninsule. En-dehors du sud de celle-ci et de la Sicile, les Byzantins ne contrôlent plus que quelques bandes de terres autour de Ravenne, siège de l'exarchat de Ravenne et de Rome où réside le pape. Vers l'année 615, des mouvements de violence éclatent en lien avec le non-paiement des soldes et aboutissent à la mort de l'exarque Jean. Héraclius envoie Eleuthère rétablir l'ordre. Il parvient à exécuter le principal fauteur de troubles et fait la paix avec le roi des Lombards Agilulf, mais en 619 il se révolte à son tour et se fait proclamer empereur à Ravenne avant d'être tué par ses soldats. Ces agitations démontrent l'état de fragilité général de l'Empire, surtout dans les provinces extérieures. En aucun cas l'Italie ne peut fournir de troupes ou de soutiens financiers pour soutenir Héraclius, étant donné l'anarchie qui règne dans la grande partie de la péninsule. Seule l'Afrique byzantine préserve une stabilité intérieure et extérieure qui en fait donc une province précieuse pour l'approvisionnement de l'Empire.

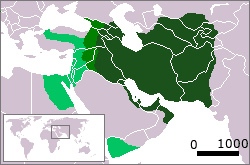
Carte de l'Empire sassanide vers 620, représentant les conquêtes de Khosro en vert clair.

Dans une situation aussi critique, Héraclius aurait même envisagé de transférer sa capitale à Carthage, mais il en aurait été dissuadé par le patriarche Serge Ier de Constantinople. Il est difficile de connaître le degré de sérieux de ce projet, mais il illustre la précarité de la situation impériale dont la propre capitale semble désormais en danger,.
En effet, jusqu'en 622, les Perses continuent leur avancée vers Constantinople. La ville de Nicomédie chute probablement en 619 et l'île de Rhodes, base maritime importante, tombe en 622 ou 623. Pour autant, l'armée byzantine maintient plusieurs positions en Asie Mineure et reste en mesure de perturber les opérations ennemies dans la région,. Quoi qu'il en soit, en 622, la position byzantine est très précaire. L'ensemble des régions orientales est tombé, à l'exception d'une partie de l'Asie Mineure, les Balkans sont ravagés par les Slaves et les Avars et seules certaines cités parviennent à résister, l'Italie reste sous la menace des Lombards et Carthagène, dernière possession byzantine en Espagne, tombe aux mains des Wisigoths à cette période. Enfin, une épidémie de peste frappe l'Empire autour de l'année 620, peut-être apportée par les envahisseurs perses, ce qui renforce le sentiment d'une colère divine qui s'abat sur l'Empire.

### La contre-attaque (622-626)

#### Des mesures drastiques

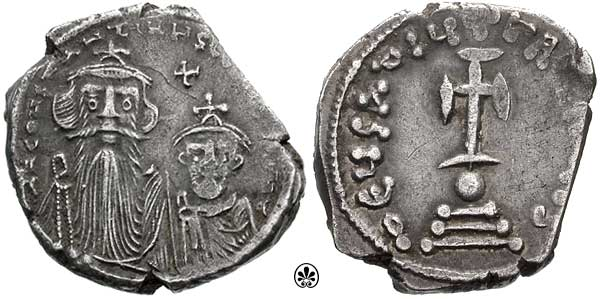
Exemple d'hexagramme en argent, en l'occurrence émis ultérieurement sous Constant II.

À partir de 622, Héraclius change de stratégie. Alors qu'il est resté enfermé à Constantinople, à l'exception de quelques campagnes militaires infructueuses, il décide de passer à l'offensive. Depuis quelques années, il s'est concentré sur une reprise en main progressive de la situation. En raison des pertes territoriales, la perception des revenus fiscaux a été profondément perturbée. Il en prend acte et fait battre une nouvelle monnaie en argent, l'hexagramme, sur laquelle est gravée l'inscription Deus adiuta Romanis (« Dieu vient en aide aux Romains »). Walter Kaegi voit dans cette locution l'expression d'une crainte pour la survie de l'Empire, alors que des discours aux accents apocalyptiques semblent récurrents à cette période, avec la crainte d'un effondrement du monde romain face aux envahisseurs. Pour en revenir à la numismatique, la follis, petite monnaie de cuivre, perd aussi de sa valeur, puisqu'elle passe d'un poids de 11 grammes à huit grammes. Ces dépréciations du système monétaire byzantin permettent de mieux encaisser le choc économique,. Elles s'accompagnent d'une centralisation progressive de la production monétaire, désormais concentrée à Constantinople et de la fermeture des centres d'émission de monnaie dans les provinces.
Héraclius diminue la solde des fonctionnaires, augmente les impôts et prend des mesures contre la corruption pour assainir les finances impériales. Sur le plan interne, il semble parvenir à concilier les factions urbaines que sont les Bleus et les Verts, facteurs de troubles importants depuis plusieurs décennies. Il réorganise une armée profondément perturbée par les défaites en séries. Dans l'ensemble, en dépit de la situation critique que connait l'Empire, aucune rébellion d'importance n'émerge. Enfin, Héraclius n'hésite pas à user de la fibre religieuse pour ranimer un sentiment de résistance. Profondément pieux, il multiplie les manifestations spirituelles. Pour autant, cela ne l'empêche pas de faire participer l'Église à l'effort de guerre. Du fait du manque de métaux précieux, il s'efforce d'en récupérer partout où il peut en trouver, notamment sur les monuments ou les objets religieux qu'il fait fondre,. Les autorités religieuses consentent à cet effort exceptionnel, qui prend la forme d'un prêt, au nom de la lutte contre un ennemi de la chrétienté. Certains historiens ont parfois parlé à cet égard de croisade, en raison de la dimension religieuse du conflit. S'il est vrai que Héraclius n'hésite pas à convoquer la religion pour motiver ses troupes et justifier ses décisions, des historiens comme Walter Emil Kaegi sont plus prudents. Ils estiment que le facteur religieux n'est qu'un aspect parmi d'autres d'un conflit plus large entre les deux superpuissances régionales,.
Parmi les mesures de réorganisation entreprises par Héraclius, Georg Ostrogorsky lui a attribué la création des thèmes, des circonscriptions civiles et militaires fondées en Asie Mineure et qui recouvrent la zone de garnison d'unités militaires spécifiques. Ce système, qui apparaît effectivement au VIIe siècle et devient la base de l'organisation administrative de l'Empire byzantin, se développe en réalité bien plus progressivement et sûrement après la mort d'Héraclius. Quoi qu'il en soit, les historiens modernes rejettent l'idée de la création des thèmes au moment de la guerre avec les Perses. Tout juste peut-on lui attribuer la création d'un corps d'élite, l'Opsikion, dont les effectifs sont relativement réduits, mais aux capacités opérationnelles et à la mobilité fortes, qui lui sert à mener sa guerre de mouvement sur les arrières de l'armée perse à partir de 622,.

#### Une stratégie agressive

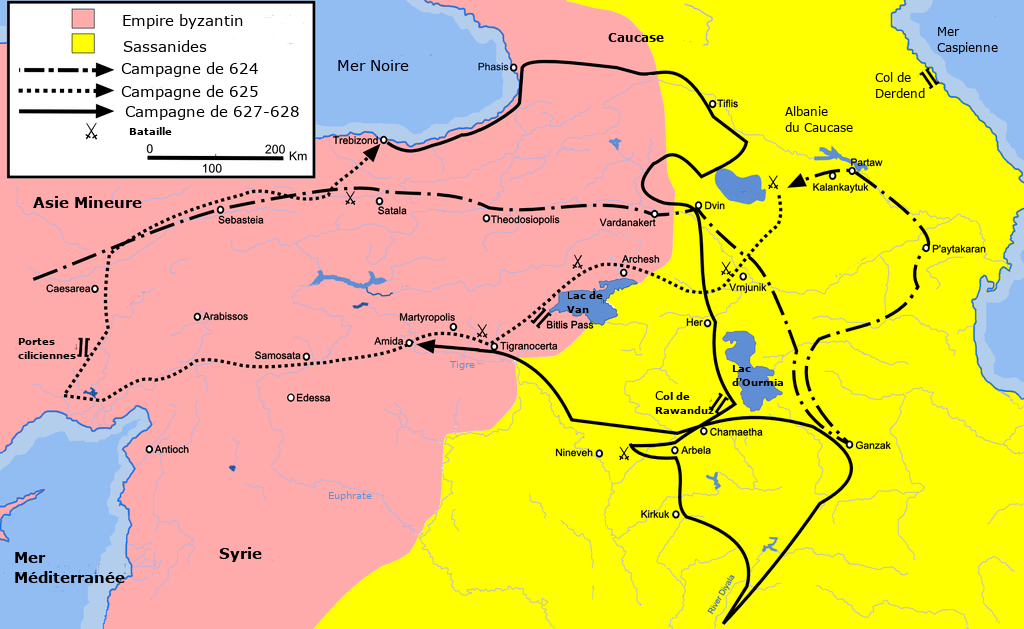
Carte des campagnes byzantines entre 624 et 628.

Au printemps 622, Héraclius est prêt à engager la contre-offensive. Il est parvenu à réunir un corps de troupes suffisant et à assurer la continuité du pouvoir à Constantinople. En effet, il prévoit de s'engager en personne à la tête de ses hommes. C'est le patriarche Sergius et le général Bonus, deux proches d'Héraclius, qui exercent la régence et veillent sur les deux jeunes fils de l'empereur. Après un grand renfort de cérémonies religieuses, il quitte la cité impériale et fait voile vers l'Asie Mineure. Son objectif est d'y rallier des troupes, souvent dispersées. Si l'Asie Mineure a été dévastée par les armées perses, elle n'est pas réellement occupée par l'ennemi et différents corps d'armées subsistent, dont celles du magister militum d'Arménie ou du magister militum d'Orient, en dépit des pertes subies. Ces soldats issus de diverses unités sont dorénavant rassemblés sous la conduite personnelle de l'empereur. Désormais, c'est aux confins de l'Anatolie et du Caucase qu'Héraclius va porter la guerre. Il compte sûrement profiter de sa connaissance d'un territoire géographiquement tourmenté, qui lui fournit suffisamment de points d'appui et de lieux de repli pour espérer perturber les Sassanides et menacer la Mésopotamie, le cœur de leur Empire. En outre, il sait pouvoir compter sur une population locale plus favorable aux Byzantins qu'aux Perses, ainsi que sur de potentiels alliés parmi les peuples du Caucase, souvent christianisés, et les Göktürks dont l'Empire s'étend au nord de la mer Caspienne. Durant plusieurs semaines, il regroupe des forces en Bithynie, qu'il soumet à un rude entraînement. En juin, il passe à l'offensive et se dirige vers l'Arménie où il vainc une troupe ennemie, avant de rencontrer l'opposition du général Shahrbaraz, qui lui barre l'accès à la Perse. En août, il parvient à le vaincre. Si la victoire n'est certainement pas décisive, elle a un effet positif évident sur le moral des troupes,. Néanmoins, l'empereur ne peut poursuivre son avantage. L'hiver arrive et les Avars ont repris leurs incursions dans les Balkans. Il laisse son armée hiverner en Arménie et se rend en Thrace en 623 pour rencontrer le chef des Avars. La négociation manque de tourner court quand les Avars tentent de tendre un piège à l'ambassade byzantine conduite par l'empereur en personne. Héraclius réussit à s'enfuir à temps tandis que les Avars dévastent la région à l'intérieur des Longs Murs, avant d'accepter la paix au prix de 200 000 solidus d'or,. Le sacrifice financier est d'importance pour un Empire exsangue, mais il est nécessaire si Héraclius veut éviter une guerre sur deux fronts et transférer des troupes précieuses en Orient,,.
À la Pâques 624, Héraclius est de nouveau en mesure de se rendre en Orient où les Perses ont durci les conditions de leur occupation des territoires conquis. Accompagné de sa femme et de ses deux fils, il mène son armée jusqu'à Dvin, une ville de Persarménie qu'il met à sac, après que Khosro a de nouveau refusé toute négociation. L'empereur byzantin commence à dévaster l'Atropatène et menace la Mésopotamie perse. Khosro se porte en personne à sa rencontre mais renonce à engager la bataille et préfère battre en retraite. Héraclius se lance à sa poursuite et atteint Ganzak où il détruit le temple du feu de Takht-e Suleiman, un des principaux lieux de culte du zoroastrisme. L'hiver venant, il se replie sur l'Albanie du Caucase où l'armée hiverne et prépare une nouvelle campagne pour l'année suivante. Cette fois, ce sont trois généraux perses (Shahraplakan, Shahrbaraz et Shahin) qui doivent s'opposer à lui, chacun à la tête d'une armée différente. Héraclius parvient habilement à éviter de les affronter regroupés et met en déroute les différents corps d'armées qu'il rencontre,. Cette guerre de mouvement dure toute l'année et, si Héraclius ne peut prétendre remporter de victoires décisives, il perturbe largement la stratégie des Sassanides qui n'arrivent pas à se débarrasser de la menace qu'il fait peser sur leurs arrières. Contraints de mobiliser des troupes pour défendre leur propre territoire, ils ne peuvent masser leurs forces contre Constantinople.

#### Le tournant de 626

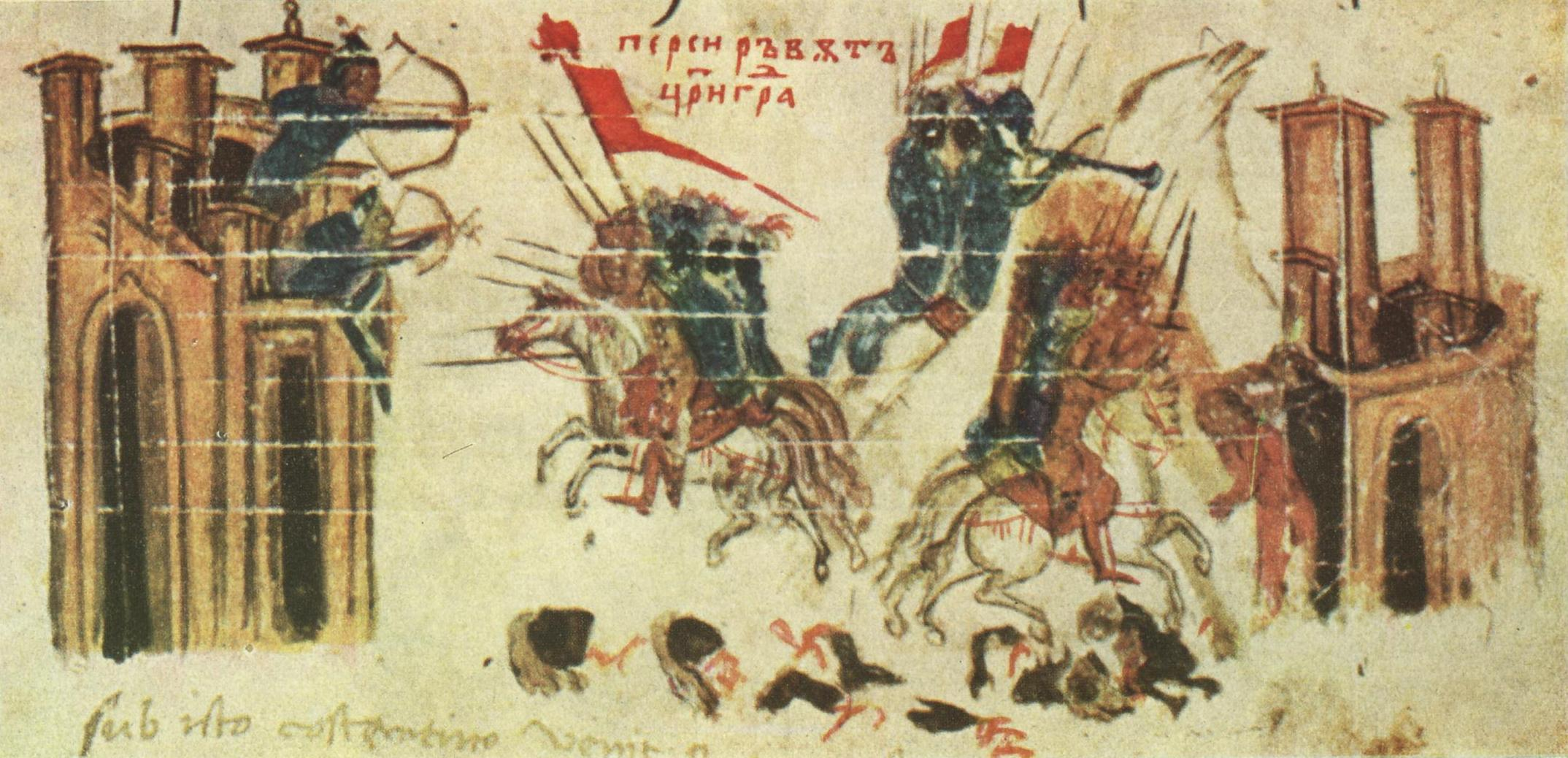
Illustration du siège de Constantinople issue de la chronique de Constantin Manassès.

Finalement, au début de 626, Khosro II force la décision et envoie Shahrbaraz avec une armée en direction de Constantinople, et Shahin avec une autre, plus importante, contre l'armée d'Héraclius. L'empereur décide de revenir à Constantinople mais confie à son frère Théodore le gros de son armée, qui remporte l'affrontement contre Shahin qui y laisse la vie. Cependant, Héraclius arrive trop tard pour espérer regagner Constantinople. La route est coupée par les Sassanides qui occupent la rive asiatique du Bosphore. Selon Howard-Johnston, il est peu probable que l'objectif de Khosro soit la conquête de Constantinople car aucune armada d'importance n'intervient en renfort des troupes terrestres de Shahrbaraz. Les Sassanides cherchent plus sûrement à pousser Héraclius à la faute en l'obligeant à s'exposer pour défendre la cité impériale. Néanmoins, la situation devient critique quand les Avars reprennent l'offensive dans les Balkans et réunissent une grande armée qui pénètre jusqu'aux murailles de Constantinople. La cité impériale est alors prise en tenaille. Il est difficile de connaître le niveau de coordination exact entre les Avars et les Sassanides, mais une fois devant Constantinople, une alliance se met en place. Cependant les Byzantins conservent la maîtrise des mers et bloquent les communications sur le Bosphore, ce qui empêche une bonne coordination entre les Avars et les Perses. Or, ces derniers, bloqués sur la rive asiatique, ne peuvent profiter de leur maîtrise de la poliorcétique, pourtant indispensable pour espérer prendre d'assaut une cité aussi bien fortifiée. En outre, Constantinople est défendue par une importante garnison de plus de 10 000 hommes, galvanisés par la ferveur religieuse du patriarche Serge et qui repousse les différents assauts des Avars ainsi que les quelques tentatives d'attaques maritimes. En août, les Avars finissent par se retirer dans les Balkans. Quant à Shahrbaraz, il est informé de la volonté du roi perse de le mettre à mort en raison de son échec, et rencontre Héraclius qui lui propose de faire défection. Le général sassanide accepte et conduit son armée en Syrie où il adopte une attitude attentiste. Pour Héraclius, le succès est d'importance. Il a sauvé sa capitale, vaincu l'armée perse de Shahin et privé Khosro de son meilleur général, qui fait désormais figure de potentiel allié,.

### La paix retrouvée (627-633)

#### L'offensive victorieuse (627-628)

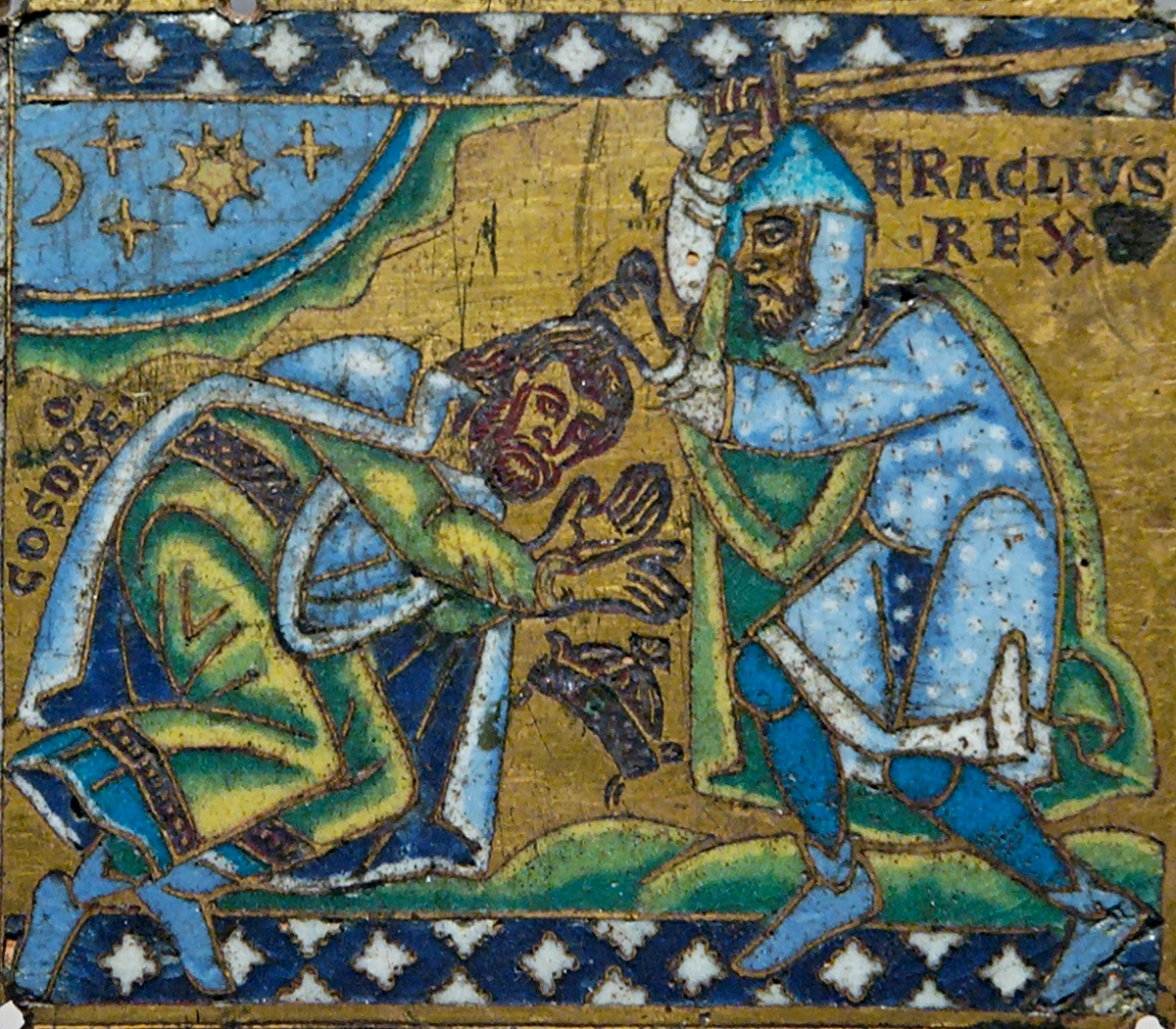
L'empereur Héraclius reçoit la soumission du roi sassanide Khosro II (placage d'un crucifix. Champlevé sur étain provenant de la vallée de la Meuse, entre 1160 et 1170, conservé au musée du Louvre).

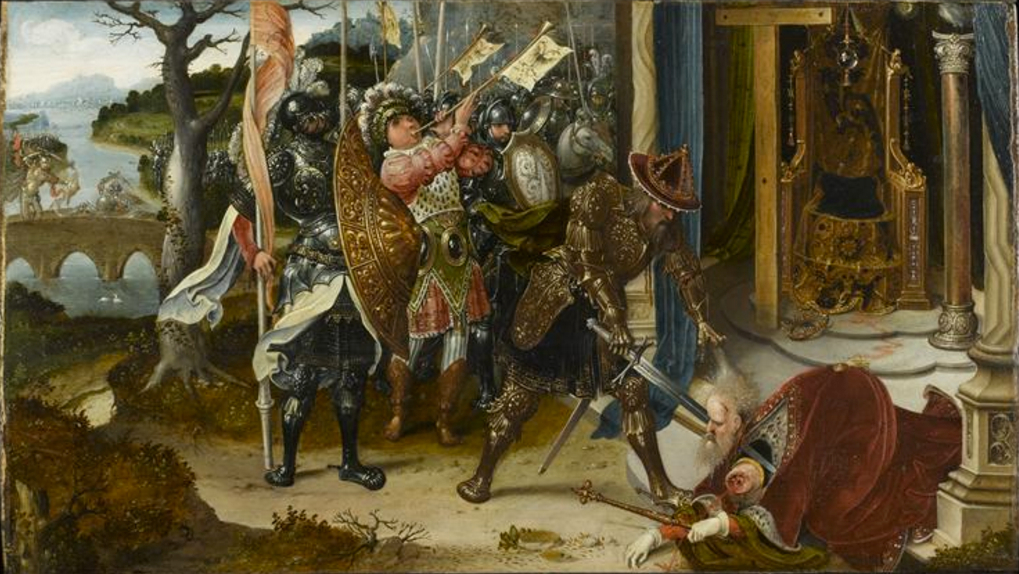
Héraclius décapitant Khosro II (scène fictive), huile sur panneau de Jan de Beer,, Paris, musée du Louvre, don de la Société des Amis du Louvre.

En 627, Héraclius peut entamer une nouvelle campagne aux confins de son empire, auréolé de ses succès de l'année précédente. Il se rend en Lazique, une région frontalière du Caucase où il réunit à nouveau ses troupes. Il a aussi entrepris de reprendre les négociations avec les Göktürks, un peuple turcophone situé au nord du Caucase. Ils représentent un allié de choix dans la lutte contre les Perses, pour renforcer les effectifs de l'armée byzantine et espérer remporter la décision. Une rencontre est organisée entre l'empereur et le kaghan des Göktürks qui débouche sur une alliance. Elle ne tarde pas à démontrer tout son intérêt. Les Göktürks lancent un raid contre le territoire des Sassanides et, en coordination avec les forces byzantines, prennent d'assaut la cité de Tiflis qui tombe en 628. Héraclius profite de l'occasion et pousse son avance jusqu'en Mésopotamie. Il bénéfice de renforts qui l'autorisent à maintenir son offensive en dépit de la défection des Gökturks. Cette fois, il fait fi de l'hiver qui arrive et se présente devant Ninive en décembre. Là, l'armée perse dirigée par Rotchvēhān parvient enfin à l'intercepter et une bataille décisive s'engage, que les Byzantins remportent. Les Sassanides sont contraints à la fuite, Khosro se barricade dans sa capitale tandis qu'Héraclius met à sac l'importante cité de Dastagird. Malgré ces défaites en séries, Khosro persiste à refuser la paix. Héraclius s'avance alors jusqu'aux portes de Ctésiphon mais les inondations en cours l'empêchent de lancer un assaut. Il préfère se replier sur Ganzak, non sans piller les campagnes ennemies. Dans le même temps, le pouvoir perse, en pleine désorganisation, commence à se déliter. Khosro, qui cherche à anticiper sa succession, prévoit de couronner son fils cadet, Mardânshâh mais il est renversé et exécuté par son fils aîné, Kavadh II, en février 628.

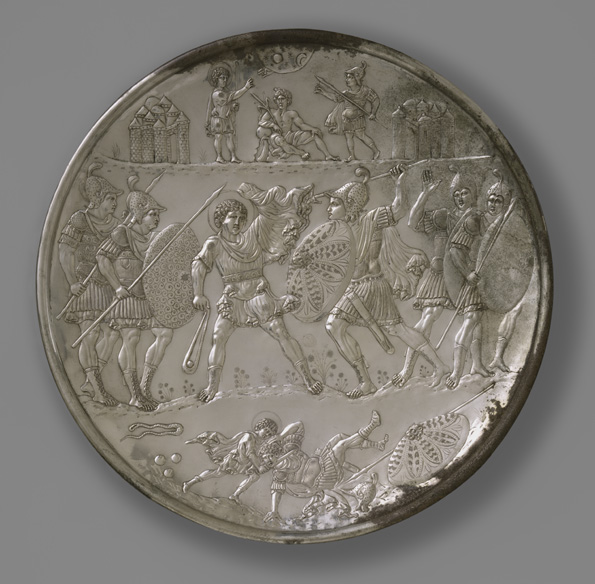
L'une des assiettes de David représentant le combat de David contre Goliath.

Le nouveau roi perse ouvre immédiatement des négociations de paix qui actent le retour au statu quo ante bellum, la libération des prisonniers et la fin des hostilités. Néanmoins, le retour à la paix est difficile. La Syrie, l'Égypte et la Palestine sont toujours détenues par Shahrbaraz, qui n'est pas pressé de les céder au pouvoir byzantin. Dans le même temps, Kavadh meurt en septembre et est remplacé par Ardachir III. Finalement, en juillet 629, Héraclius rencontre le général perse, qui accepte de libérer les territoires occupés et de rétrocéder la Vraie Croix aux Byzantins, en échange du soutien d'Héraclius à sa prétention au trône sassanide et au retrait des troupes byzantines de Mésopotamie. Pour Héraclius, il s'agit alors de profiter de l'instabilité du pouvoir chez son adversaire pour s'assurer de l'application du traité de paix. En l'occurrence, il ne faut que quelques mois à Shahrbaraz pour faire assassiner Ardachir avant d'être lui-même éliminé en juin 630 et remplacé par Bûrândûkht, une fille de Khosro II. Ces successions violentes témoignent de la désorganisation profonde de l'État sassanide au terme de la guerre.
Dans l'intervalle, Héraclius réoccupe les provinces perdues et ramène en grande pompe la Vraie Croix à Jérusalem en mars 630. C'est la première fois qu'un empereur byzantin se rend dans la Ville Sainte et sa venue s'entoure de tout un cérémonial. Pour Héraclius, c'est l'occasion de magnifier son statut de défenseur de la Chrétienté et de célébrer son succès décisif contre les Perses. L'événement occupe une place importante dans l'imaginaire chrétien, au travers de la célébration de l'exaltation de la Sainte-Croix. C'est aussi une manière pour lui de se placer dans les pas de Constantin, le fondateur de Constantinople, auquel est associé la christianisation de l'Empire romain. Ses contemporains le comparent aussi à David, probablement à l'instigation même du pouvoir impérial. Les Assiettes de David, un ensemble de vaisselles en argent sont produites sous Héraclius et illustrent les exploits de David, lesquels font peut-être écho aux propres accomplissements de l'empereur byzantin contre les Sassanides,.
Après s'être rendu à Jérusalem, il prend le temps de consolider la Mésopotamie byzantine et supervise, avec l'aide de son frère Théodore, le retrait des troupes perses avant de rentrer à Constantinople, probablement au milieu de l'année 631, fort d'un nouveau triomphe. En 630, l'Empire a donc enfin retrouvé la paix et ses frontières d'avant la guerre. Dès 629, Héraclius s'est rendu à Constantinople où il a joui d'un triomphe dans les rues de la ville. Plusieurs reliques de premier plan, comme la Sainte Lance ou la Sainte Éponge ont aussi été ramenées dans la cité impériale par Nicétas le Perse, le fils de Shahrbaraz, en application de l'accord conclu entre les deux anciens ennemis.

#### Les raisons du succès

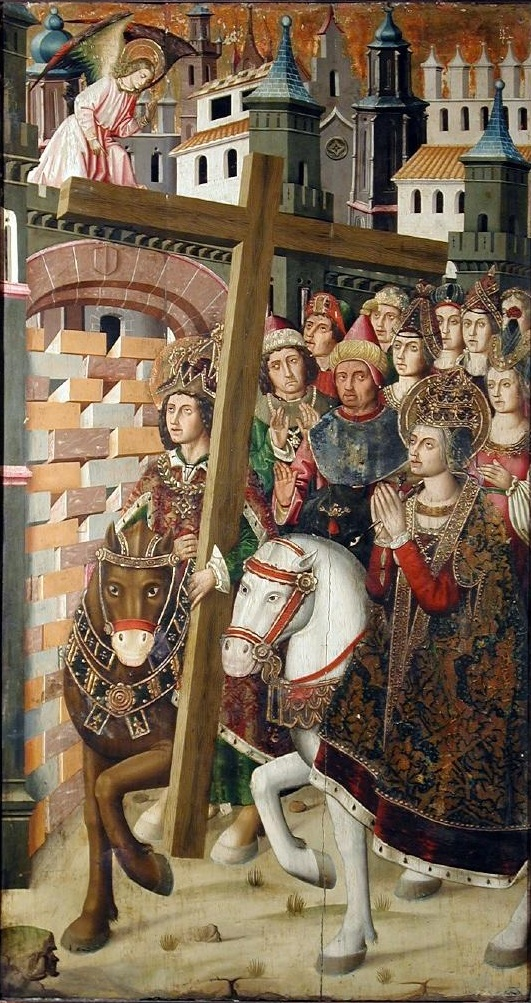
Héraclius ramène la Vraie Croix à Jérusalem, accompagné de Sainte-Hélène. Huile sur panneau de bois de Miguel Ximenez, XV.

Au terme de la guerre contre les Perses, Héraclius est donc parvenu à complètement retourner la situation militaire. Alors qu’il est aux abois quelques années après sa prise du pouvoir, il sort du conflit victorieux. Plusieurs raisons peuvent expliquer ce succès. Tout d’abord, les Perses se sont sûrement retrouvés confrontés à une extension trop grande de leurs lignes de communication et à des difficultés logistiques face au contrôle de pans entiers de nouveaux territoires. À cet égard, ils n’ont jamais réussi à complètement soumettre l’Anatolie, ce qui a permis à Héraclius de s’en servir comme base de sa reconquête. Héraclius a aussi procédé à une profonde réorganisation de son Empire et a pris des mesures d’exception, déjà citées, pour assurer le financement de ses opérations militaires. Surtout, il a eu l’audace de quitter Constantinople pour mener des opérations aux confins de son Empire, dans la région du Caucase qu’il connaît bien depuis son enfance et dont la géographie tourmentée a pu lui servir favorablement. En tant que tel, il ne remporte que peu de victoires décisives. Sa réussite repose moins sur la recherche de chocs frontaux ou de grandes batailles que sur une capacité à une forme de guérilla ou de guerre de mouvement qui profite de la division et des errements du commandement perse. Il parvient toujours à faire planer une menace sur l’arrière de l’ennemi, ce qui empêche ce dernier de lancer une offensive générale contre le cœur de l’Empire byzantin. Il use beaucoup de la surprise pour désarçonner son adversaire, à l'image de sa campagne hivernale et décisive en 627-628. Enfin, son habileté diplomatique est notable, notamment dans sa capacité à engager des alliés de poids à la fin de la guerre. Walter Emil Kaegi met en exergue la capacité d’Héraclius à exploiter les opportunités qui se présentent à lui et à user de tous les moyens à sa disposition, y compris non militaires, pour orienter une situation en sa faveur,.
Pour autant, ce succès ne doit pas masquer une réalité palpable. L’Empire est épuisé par trente ans de guerres et de troubles internes. Des régions entières ont échappé au contrôle de Constantinople et sont complètement désorganisées, les finances sont au plus bas et l’armée, quoique refondée est fragile et exsangue. De même, le tissu des cités antiques qui forme l'architecture du monde provincial romain est profondément bouleversé par les invasions et les destructions qui les accompagnent. Les recherches récentes ont parfois tempéré la thèse d'un effondrement du monde urbain proche-oriental, mais les évolutions en cours attestent bien une perte d'influence des autorités municipales. L'Asie Mineure, dévastée par les razzias perses, voit une baisse de sa population urbaine, un constat encore plus marqué dans des régions entières des Balkans. Même Constantinople connaît une baisse de son nombre d'habitants. Au-delà, c'est un mouvement de fond qui est alors à l'œuvre avec un déclin généralisé du modèle de la cité antique, la polis, remplacée par des unités urbaines plus petites et mieux fortifiées, le kastron et, parallèlement, une affirmation du monde rural comme cœur de la société byzantine, avec l'apparition du modèle du petit paysan propriétaire,,,. En définitive, si le pouvoir personnel d’Héraclius en sort renforcé, son Empire, lui, est profondément affaibli par cette épreuve,.

#### Une brève accalmie (628-633)
Au tournant de l'année 630, l'empereur byzantin peut enfin se consacrer à la reconstruction et à la stabilisation de son Empire meurtri. La guerre contre les Perses a eu le mérite de légitimer son pouvoir puisqu'il apparaît en sauveur de l'Empire. Georges de Pisidie écrit de lui qu'il est le sauveur du monde, sûrement pour contrebalancer la prévalence des prophéties autour de la fin du monde romain qui ont cours dans les années 610-620. D'autres sources de l'époque établissent le parallèle entre Héraclius et Alexandre le Grand du fait de sa victoire sur les Perses. Walter Kaegi voit dans cette brève période de paix un moment lors duquel tout semble possible pour Héraclius. C'est à cette époque qu'il décide de prendre le titre grec de basileus, à la place de l'antique appellation d’Imperator Caesar pour désigner l'empereur romain. Ce changement de terminologie n'implique pas réellement de nouveautés dans la conception du pouvoir impérial. Certains historiens, notamment John Bagnell Bury, y ont vu une manière de célébrer la victoire sur la monarchie perse car le terme basileus est une retranscription du titre de roi des rois porté par le souverain sassanide. En le battant, Héraclius peut alors récupérer son titre pour matérialiser la supériorité de l'Empire byzantin, mais cette interprétation ne fait pas l'unanimité. En revanche, cette évolution signale la primauté désormais acquise par la langue grecque sur le latin, ce qui représente un tournant dans l'affirmation d'un monde romain oriental distinct et une étape supplémentaire vers la fin de l'Antiquité.
Héraclius profite de l'accalmie pour rembourser l'Église des efforts qu'il lui a réclamés pour financer la guerre. Il est aussi attentif à stabiliser des finances publiques largement perturbées. Il démobilise une partie de son armée pour diminuer les dépenses militaires et s'occupe de rétablir les institutions qui ont pu disparaître de certaines régions. S'il a pu adapter au cas par cas les structures administratives byzantines, il n'a en aucun cas pour ambition de les révolutionner et cherche plutôt simplement à les restaurer,. Selon John Haldon, c'est le contexte de bouleversements généraux plus que le désir de l'empereur qui aboutit à des évolutions. C'est ainsi que disparaissent progressivement les anciennes préfectures du prétoire, emportées par la désintégration des anciennes frontières. D'autres transformations confirment des tendances de fond. Ainsi, parmi les changements qui apparaissent, le poste de sacellaire connaît un développement important. Normalement, il désigne, pour le trésor impérial, la personne qui gère les biens de l'empereur mais au fur et à mesure, et dès avant 610, il en vient à occuper des missions élargies, à l'image de Théodore Trithyrius qui fait partie des généraux byzantins lors de la bataille du Yarmouk en 636. Conjoncturellement, cette importance accrue atteste les difficultés financières rencontrées par le pouvoir impérial. Plus largement, les institutions en lien direct avec la personne de l'empereur gagnent en importance, ce qui atteste une centralisation accrue du pouvoir impérial, en lien avec le déclin des structures locales et une mainmise plus grande sur les finances publiques,,. Au cours du VIIe siècle, c'est toute l'administration fiscale de l'Empire qui se transforme progressivement dans le sillage des mesures monétaires, fiscales et administratives prises par Héraclius au cours de son règne.

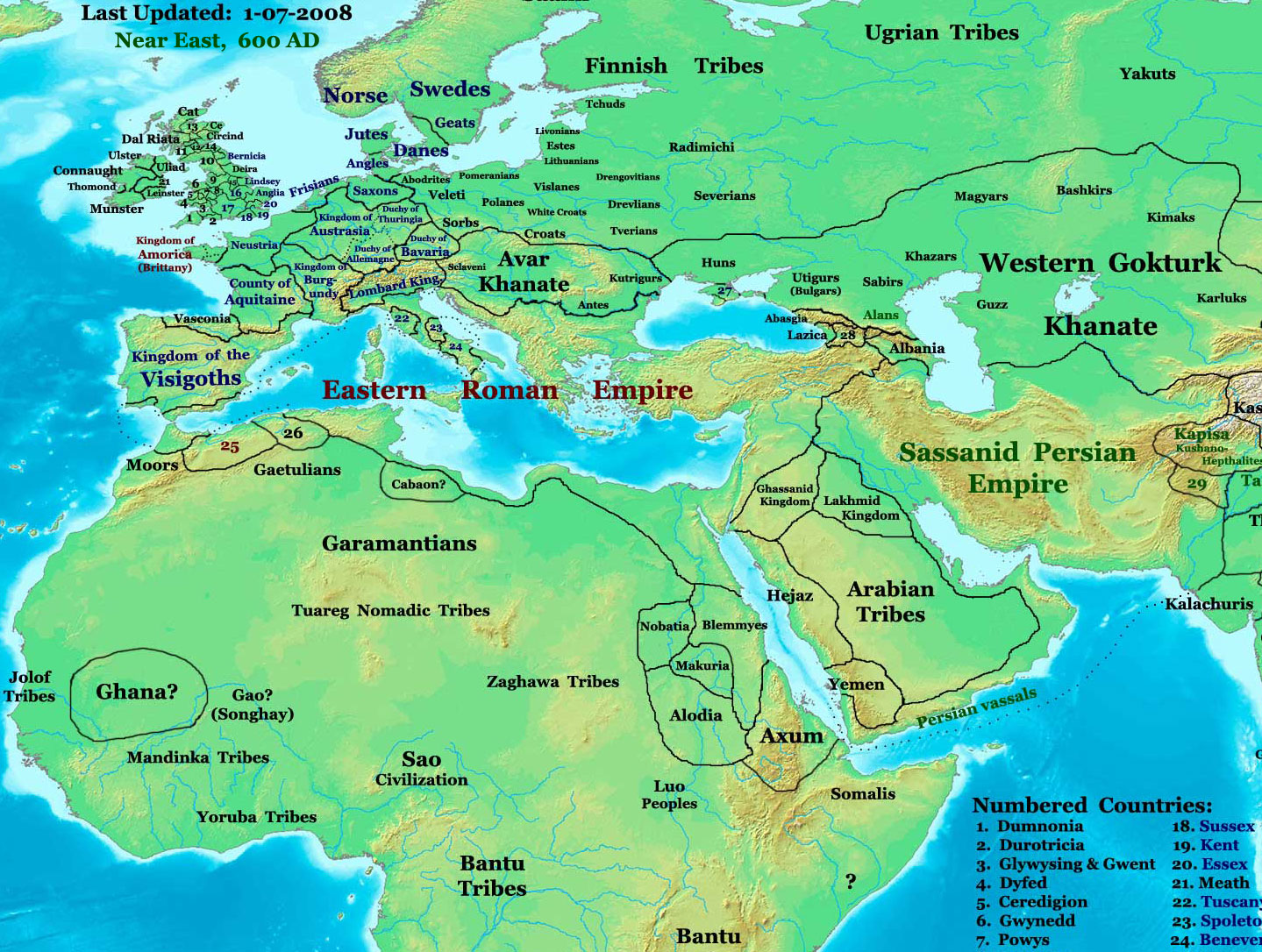
Carte montrant le territoire des Avars dans la première moitié du VIIe siècle, ainsi que les Onoghours qui échappent progressivement à leur influence.

Dans les autres régions de l'Empire, l'action d'Héraclius est plus limitée. Seule l'Afrique byzantine a échappé aux affres de la guerre. Il ne peut que constater la disparition de l'Espagne byzantine, même si l'Empire tient encore Septem sur la rive africaine du détroit de Gibraltar. Dans les Balkans, la situation est difficile. Les campagnes ont été dévastées par les Avars et si leur Empire connaît un début de déclin après l'échec du siège de Constantinople, la souveraineté byzantine sur la péninsule est limitée. Des sklavinies (principautés slaves) commencent à se former, en particulier sur la côte dalmate où seules quelques cités sont encore tenues par le pouvoir impérial,. Aucune tentative sérieuse n'est lancée par Héraclius pour rétablir l'ordre dans cette région, probablement par manque de moyens et de temps. En outre, il rechigne peut-être à détacher des troupes d'Asie dans les Balkans, au risque de susciter une mutinerie. Dans tous les cas, la question balkanique ne figure pas dans ses priorités. Néanmoins, il parvient à affaiblir l'hégémonie des Avars en collaborant avec certains groupes slaves, dont les ancêtres des Croates et des Serbes qui obtiennent le droit de s'installer entre la Drave et l'Adriatique. Héraclius ne parvient toutefois pas à les christianiser. Selon les chroniqueurs byzantins, notamment Constantin VII Porphyrogénète, c'est sur l'initiative d'Héraclius que les peuples slaves sont autorisés à s'installer sur des terres impériales mais des historiens modernes estiment qu'il a surtout essayé de collaborer avec des peuples déjà plus ou moins installés au sud du Danube. Il soutient aussi la rébellion des Onoghours dirigés par Koubrat, qui crée ce qui est appelée l'Ancienne Grande Bulgarie au détriment des Avars,. En définitive, le règne d'Héraclius marque un tournant dans la maîtrise byzantine des Balkans qui se réduit fortement voire disparaît dans certaines régions, comme le nord de l'Illyricum. À terme, cette évolution favorise la séparation entre l'ancienne partie occidentale de l'Empire romain, notamment le nord de l'Italie, de culture latine et l'Empire romain d'Orient, de culture grecque,.

## Héraclius face à la conquête arabe (634-641)

### La perte définitive des provinces orientales

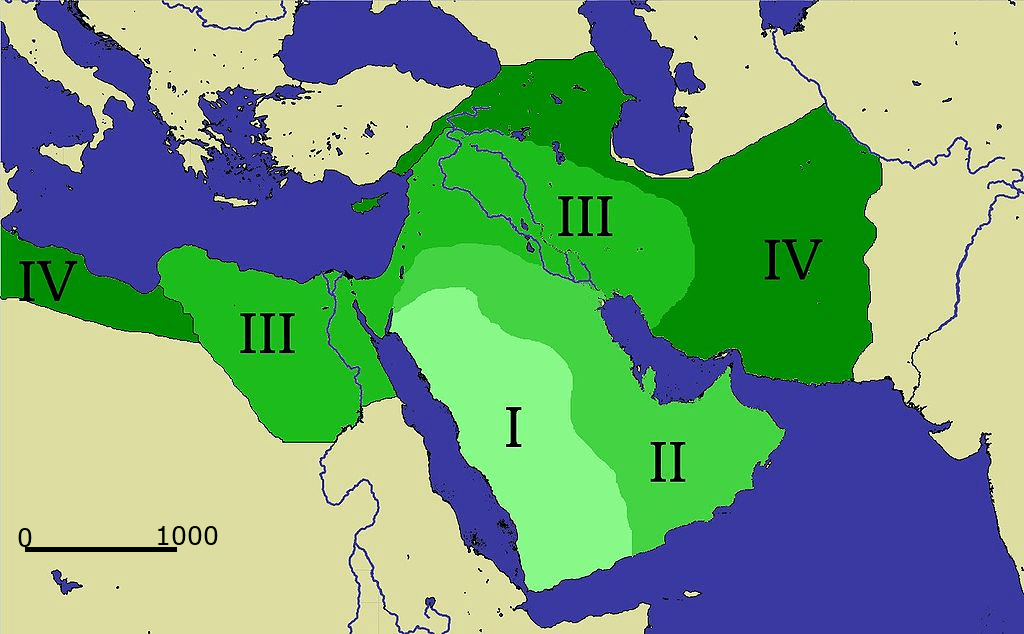
Carte de l'expansion de l'islam sous les premiers dirigeants de l'Islam. (I) : Mahomet ; (II) : Abou Bakr et (III) Omar ibn al-Khattâb. Les conquêtes d'Othmân ibn Affân (IV) interviennent après la mort d'Héraclius.

En 634, Héraclius a environ soixante ans, un âge avancé pour l’époque. Alors qu’il a enfin stabilisé son Empire, une nouvelle menace émerge en Palestine. En Arabie, alors que Perses et Byzantins s’opposent dans une guerre à grande échelle, l’islam apparaît dans les années 620, porté par le prophète Mahomet. Cette nouvelle religion est à l’origine d’une unification progressive des nombreuses tribus arabes de la péninsule arabique. Celles-ci sont depuis des siècles en relation avec les mondes romains et persans mais, au-delà de quelques incursions frontalières, elles n’ont jamais été en mesure de contester l’hégémonie de ces deux empires,. Désormais, portées par un esprit de conquête, elles se lancent à l’assaut du Moyen-Orient. La première rencontre entre les Arabes musulmans et les Byzantins semble intervenir dès 629, alors qu’Héraclius s’apprête à se rendre à Jérusalem. La bataille de Mu'tah est remportée, non sans mal, par les Byzantins qui repoussent l’incursion des Musulmans, mais il ne s’agit que d’un premier avertissement.

Carte des mouvements de troupes en 635-636 avant la bataille de Yarmouk, qui ouvre la voie à la conquête de la Syrie et de la Palestine.

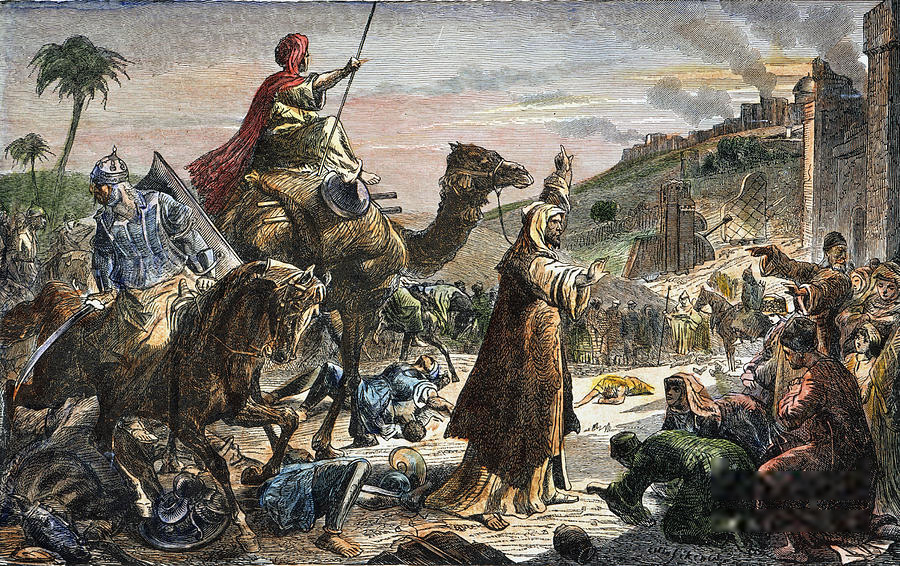
Gravure du XIX dépeignant l'entrée du calife Omar dans Jérusalem.

C’est surtout à partir de 633-634 que les Musulmans sont en mesure de passer à l’offensive à grande échelle, sous la direction du premier calife, Abu Bakr. Ils attaquent tant les Sassanides que les Byzantins. En ce qui concerne les premiers, la crise qui a résulté de la fin de la guerre byzantino-perse a gravement fragilisé les structures de l’Empire, qui s’effondre en quelques années, puisque Ctésiphon tombe dès 637. Du côté des Byzantins, les défaites ne tardent pas à s’accumuler aussi. Entre 634 et 637, Héraclius reste à proximité du front, dans la région d'Édesse ou d'Antioche. S'il ne s'investit pas personnellement dans les campagnes militaires comme contre les Sassanides, il est certainement bien informé de l'évolution de la situation, qu'il tente tant bien que mal de gérer. Dès février 634, les troupes de Palestine sont vaincues. Héraclius envoie son frère contre ce nouvel envahisseur mais il est lui aussi battu au cours de l’été, lors de la bataille d'Ajnadayn,. Cette défaite ouvre la voie à une conquête progressive de la Syrie et de la Palestine. Damas et Émèse tombent dans les mois qui suivent, ce qui menace à nouveau l’hégémonie byzantine dans la région. En 636, Héraclius décide de réagir avec énergie. Il rassemble une grande armée dirigée par plusieurs généraux, dont Vahan semble le commandant en chef. En août 636, elle rencontre dans la vallée du Yarmouk les forces musulmanes dirigées par Khalid ibn al-Walid et, après plusieurs jours de combats, elle est écrasée. La déroute est complète, Vahan est tué et les forces survivantes contraintes de se replier en Anatolie. Le choc est immense pour l’Empire byzantin qui a jeté ses principales forces vives dans la bataille. Héraclius, désarçonné, n’a plus d’armée à opposer à l’envahisseur et préfère se replier en Asie Mineure, derrière les monts du Taurus. Il va jusqu'à ordonner la destruction de Mélitène et pratique la politique de la terre brûlée en Cilicie. Il rapatrie la Vraie Croix et préfère envoyer les quelques renforts dont il dispose pour protéger l'Égypte. Le reste de la Syrie et de la Palestine est alors livré aux conquérants qui prennent Antioche et Alep en 637, puis Jérusalem. La Mésopotamie byzantine se retrouve isolée. Une trêve signée avec les Musulmans en 637 retarde l'invasion mais en 639, la région tombe en quelques mois. Dès l’année suivante, l’Égypte est assaillie. Dans un premier temps, le gouverneur Jean leur oppose une féroce résistance et le calife Omar ibn al-Khattâb doit envoyer des renforts. Finalement, les Byzantins sont vaincus en juillet 640 à la bataille d'Héliopolis qui ouvre la voie à la conquête de la province. Le patriarche d'Alexandrie, Cyrus de Phase, réussit bien à négocier une trêve mais il est désavoué par Héraclius quand il vient lui présenter l'accord à Constantinople. Quand Héraclius meurt le 11 février 641, les Musulmans ont repris leur progression et s'apprêtent à submerger l'Égypte,.

### Causes et conséquences de l'invasion musulmane

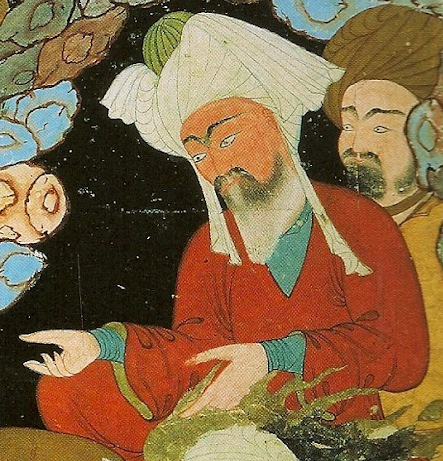
Miniature turque représentant le calife Abu Bakr, conservée à la bibliothèque nationale de Saxe.

La rapidité de la progression musulmane est spectaculaire. Elle s’explique par la désorganisation de provinces déjà conquises quelques années plus tôt par les Sassanides et dont le système défensif est fragile. L’une des explications les plus courantes de l’effondrement de la résistance byzantine est le désir d’émancipation des populations syriennes, palestiniennes et égyptiennes. Face à un pouvoir central byzantin qui a été absent de longues années et qui tente régulièrement d’imposer son dogme religieux, un sentiment particulariste se serait développé au sein de ces régions et l’envahisseur musulman aurait été perçu comme une alternative acceptable au régime de Constantinople. Ainsi, l’Égypte a parfois été décrite comme un bastion autonomiste, régulièrement hostile aux mesures impériales. Le débat reste ouvert. Pour certains historiens récents, il est certain que l’autorité byzantine dans les régions récemment envahies par les Sassanides est profondément affaiblie, et cela en dépit des efforts d’Héraclius pour y rétablir l’ordre et atténuer les dissensions religieuses. Les populations locales ont été habituées à vivre sans l’autorité byzantine et sont probablement peu désireuses de s’exposer à de nouvelles vagues de destruction. Néanmoins, il reste délicat de parler de partis pris sécessionnistes. Jérusalem oppose une résistance non négligeable, de même que l'Égypte, qui parvient un temps à contenir l'invasion. Dans l'esprit de l'époque, l'invasion est probablement perçue comme temporaire, à l'image de celle des Sassanides. Il est aussi vrai que des populations arabes existent déjà dans l’Empire, qu’elles sont parfois arrivées relativement récemment, au travers de vagues de migrations et que la démographie du Proche-Orient a été profondément bouleversée par les errements de la guerre byzantino-perse. Une part de l’élément grec a quitté ces territoires face à l’avancée des Sassanides. Conséquemment, l’envahisseur musulman a pu, à terme, s'appuyer sur des populations ethniquement proches qui ont pu accepter plus aisément cette conquête. C’est particulièrement vrai des tribus arabes, certes christianisées, qui assurent la défense des marges désertiques de l’Empire, comme les Ghassanides,,.
Cependant, l'explication fondamentale de l'effondrement byzantin réside avant tout dans l'épuisement de son appareil administratif et militaire. Le constat est encore plus net chez les Sassanides qui sont sortis plus affaiblis de la longue guerre de 602-628, en raison de l'instabilité chronique qui règne au sommet de l'État après la mort de Khosro II. Les Byzantins sont incapables de s'organiser efficacement face à un adversaire mobile et déterminé, qui sait parfaitement opérer dans les terrains arides du Proche-Orient. Peu habitués à être attaqués sur ce front, les Byzantins ne peuvent se reposer sur un solide réseau de fortifications. En dépit d'une expérience stratégique et d'effectifs qui restent importants malgré les mesures d'économies réalisées, les troupes byzantines sont en grande partie composées de mercenaires ou de soldats qui ne sont pas forcément originaires des régions qu'ils défendent et dont le moral n'est donc pas toujours très élevé. L'écroulement total des Sassanides à partir de la bataille d'al-Qadisiyya en 636 et la chute de Ctésiphon en 637 ne fait qu'empirer la situation puisque les Musulmans peuvent masser l'essentiel de leurs forces contre les Byzantins, ce qui explique la chute rapide de l'Égypte à partir de 639. Enfin, l'ampleur de la défaite de Yarmouk prive tout simplement Héraclius des moyens militaires nécessaires pour soutenir les forces locales qui sont abandonnées à elles-mêmes,. Alors qu'il avait su adroitement exploiter les divisions parmi ses adversaires au cours de la lutte contre les Sassanides et les Avars, il ne peut user de ce ressort face à un adversaire uni. En faisant le choix de se replier dans l'Asie Mineure, il répète en quelque sorte le scénario de la guerre face aux Sassanides et profite de la profondeur stratégique de son Empire,. Il se concentre sur la défense du centre territorial byzantin, plus facile à tenir. Mais cette fois il meurt avant d'avoir été en mesure de lancer une reconquête qui, de toutes les manières, aurait été difficile à envisager. Parallèlement à cette faiblesse militaire byzantine, les conquérants arabes sont des guerriers redoutables, dès lors qu'ils sont unis sous une seule bannière. Particulièrement mobiles et déterminés, ils forment, à l'image d'autres envahisseurs nomades, une force difficile à contenir,.

### Fin de règne

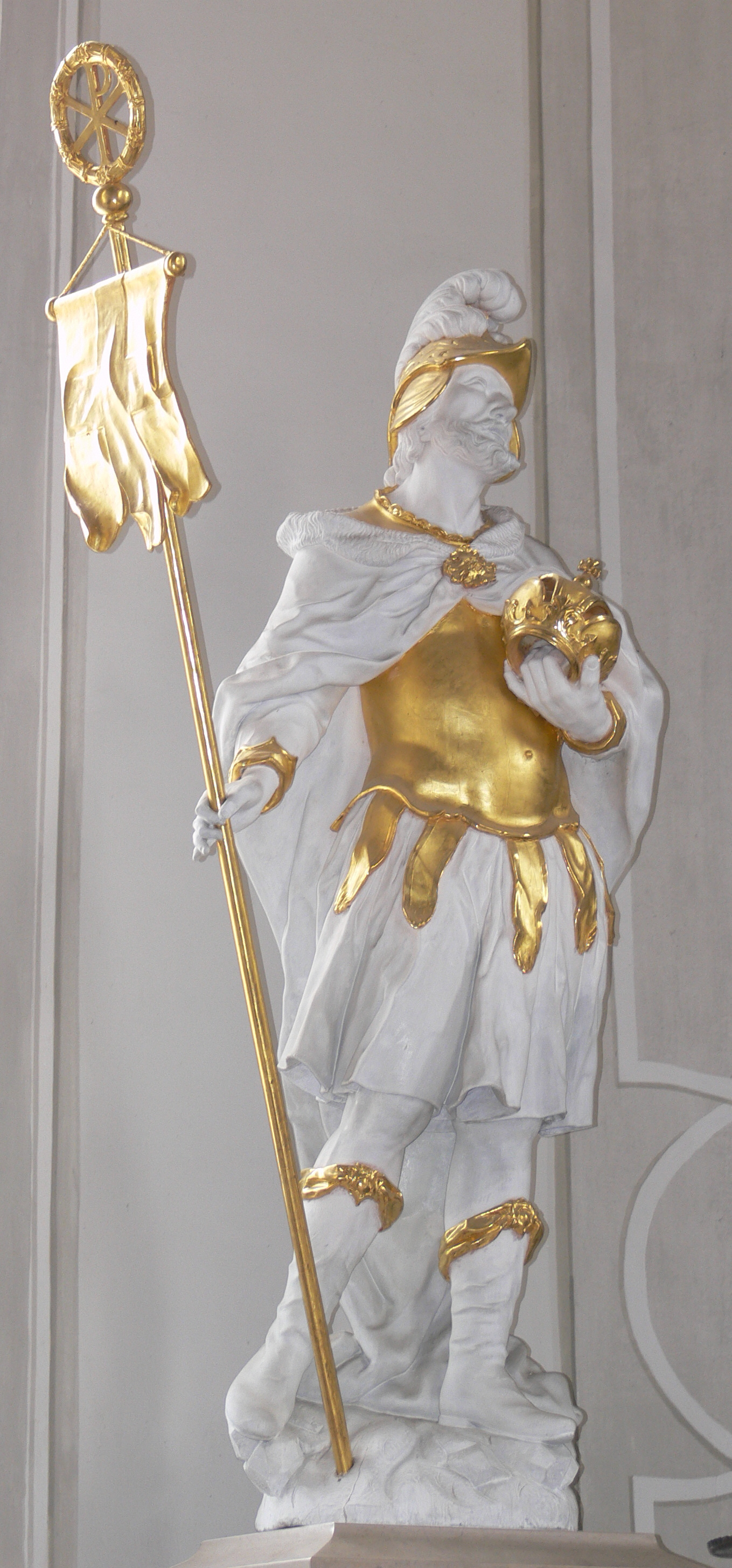
Statue d'Héraclius dans l'église collégiale d'Horb am Neckar.

Sur un plan personnel, l'invasion musulmane plonge Héraclius dans un profond désarroi. Selon les mots de John Haldon, « les dernières années de sa vie forment la triste fin de ce qui avait été un règne glorieux ». Âgé, il est confronté à un nouveau défi de grande ampleur face auquel il apparaît démuni. Warren Treadgold, sans remettre en cause ses choix, estime qu'il aurait pu réagir plus vivement à l'invasion musulmane en rassemblant des forces éparses, comme il l'a fait contre les Sassanides en 622-623. Dans tous les cas, il préfère cette fois se replier et se réfugie dans le palais de Hiéreia, sur la rive asiatique du Bosphore et refuse de prendre le bateau pour rallier Constantinople. Il semble atteint d'une peur panique de la mer et, plus largement, de troubles du comportement. Walter Kaegi émet l'hypothèse d'une forme de stress post-traumatique mais précise aussi qu'il est impossible d'en avoir la certitude, de même qu'il est difficile d'affirmer qu'Héraclius n'est plus en pleine possession de ses moyens. Il se dispute avec son frère Théodore, qu'il tient pour responsable de plusieurs défaites et dénoue un complot mené contre lui par son fils bâtard Athalaric et plusieurs conspirateurs, dont son neveu Théodore, qui sont mutilés. Dans un contexte de crise intense, cette conspiration affaiblit sans doute Héraclius, alors en plein doute. Enfin, au début 638, l'empereur finit par rentrer dans la capitale, prétendument grâce à la mise en place d'un pont de bateaux, même si ce récit est aujourd'hui remis en cause.
À partir de 638, Héraclius reste à Constantinople, alors qu'il a passé les vingt dernières années à sillonner les provinces orientales de son Empire. Désormais, il craint sûrement à la fois pour son pouvoir et sa succession car des tensions émergent parmi l'élite au pouvoir. Il tente de sauvegarder les apparences et maintient des manifestations publiques et des festivités. Néanmoins, il ne peut ignorer la situation catastrophique de l'Empire. Il confie à son nouveau sacellaire, Philagrios, la tâche de mobiliser des ressources financières pour soutenir l'effort de guerre mais il se heurte vite à l'épuisement général de l'Empire. En outre, Héraclius semble souffrir de problèmes de santé croissants, en particulier des difficultés à uriner,. Pour autant, s'il a parfois été rapporté que l'empereur se détourne des affaires publiques pour méditer sur son sort et se tourner vers l'astrologie, il reste préoccupé par la conduite du gouvernement, comme l'atteste son rejet de la trêve signée en Égypte. Il meurt au début de l'année 641 et c'est son premier fils, Constantin III, qui lui succède mais des tensions demeurent au sein de la cour, entre les partisans de Constantin et ceux de Martine, qui cherche à promouvoir son fils Héraclonas, toujours coempereur.
Héraclius est enterré dans l'église des Saints-Apôtres, la nécropole des empereurs byzantins. Sa couronne, enterrée avec lui, est déterrée sur ordre de son petit-fils Constant II, soit pour la préserver d'éventuels vols, soit parce qu'il aurait envisagé de la faire fondre étant donné sa grande valeur et les graves difficultés financières de l'Empire au moment de son règne. Selon les récits de chroniqueurs byzantins dont la véracité est largement mise en doute, Léon IV le Khazar qui règne entre 775 et 780 aurait fait retirer la couronne des trésors de Sainte-Sophie pour en être couronné. Une fois sur sa tête, la couronne aurait provoqué l'apparition de furoncles qui auraient entraîné sa mort de fièvre ou de la maladie du charbon,. Dans tous les cas, cette histoire démontre l'importance de l'héritage d'Héraclius aux yeux de ses successeurs. Ainsi, Constant II aurait fait cadeau d'une ceinture ayant appartenu à son grand-père à Javanshir, prince héritier de l'Albanie du Caucase.

## L'action religieuse et culturelle

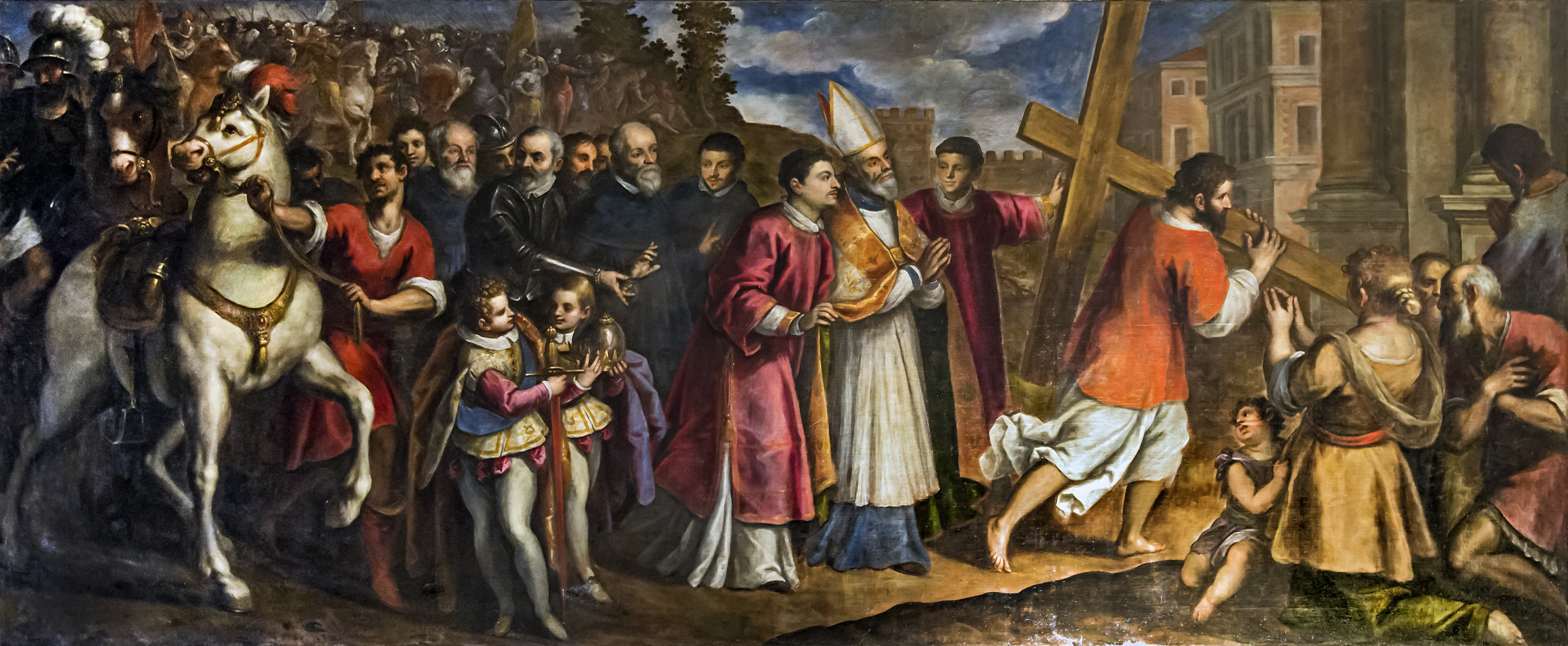
Héraclius rapporte la croix sur le calvaire par Palma le Jeune église Santa Maria Assunta de Venise, vers 1620-1625.

Héraclius est un empereur profondément pieux, comme l’ensemble des dirigeants byzantins dont le rôle spirituel est particulièrement important. Tout au long de son règne, il n’hésite pas à se mettre en scène lors de cérémonies religieuses pour prouver sa foi et transporte des icônes avec ses armées en campagne, en particulier celle de la Vierge Théotokos dont le culte est en plein développement. Il convoque régulièrement la religion dans sa lutte contre les Sassanides et apparaît comme le protecteur des Saintes Reliques, volées par les Perses. Son pèlerinage à Jérusalem a ainsi marqué les chroniqueurs.
Néanmoins, Héraclius est aussi confronté à la diversité de la religion chrétienne sur son territoire, avec l’existence d’églises orientales qui ont rompu avec le catholicisme assez précocement. Souvent, c’est la question de la nature du Christ, divine et/ou humaine, qui est l’enjeu fondamental. Depuis le concile de Chalcédoine en 451, une scission majeure est apparue car tout un pan de la chrétienté, représenté par les monophysites, largement présents en Égypte et en Syrie, en ont rejeté les conclusions. Ils postulent en effet que le Christ a une seule nature divino-humaine et non une double nature humaine et divine. Les empereurs byzantins ont hésité sur la politique à mener pour recréer l’unité chrétienne dont ils sont les garants. Justinien a par exemple oscillé entre la répression et la recherche de compromis théologiques, le plus souvent sans résultats tangibles,,.

Schéma des principales divergences christologiques des premiers siècles du christianisme.

En sillonnant les provinces orientales, Héraclius a été directement confronté à cet enjeu, qui fragilise parfois l’unité de l’Empire et représente donc un sujet politique en plus d’une querelle spirituelle. En effet, ce sont aussi des particularismes locaux qui s’expriment derrière ces désaccords. Dès lors, s’il veut favoriser la reconquête de la Syrie, de la Palestine, de l’Égypte ou de la Mésopotamie, il doit se concilier les populations locales. Au cours de ses déplacements, il a pu rencontrer différentes autorités des églises orientales. Il s’est notamment entretenu avec Ichoyahb II, le catholicos des Chrétiens de Perse. Ceux-ci, d’obédience nestorienne, ont depuis longtemps quitté le giron du catholicisme. L'empereur met en scène la réconciliation en recevant la communion du catholicos, sans pour autant que les raisons profondes de l'opposition entre les Nestoriens et les Catholiques ne soient réglées,.
Conscient de l’impact de ces divergences, Héraclius plaide pour la conciliation des doctrines chrétiennes, en coordination avec le patriarche de Constantinople, Serge, avec qui il entretient de bonnes relations. Serge est séduit par la doctrine du monoénergisme qu'il développe avec plusieurs religieux égyptiens, notamment Cyrus de Phase. Elle postule que le Christ a bien deux natures distinctes mais qu’elles se rejoignent en une seule activité ou énergie (energeia), ce qui permet de ne pas opposer les Monophysites aux Catholiques. Cette doctrine recueille d’abord un certain engouement et le soutien de l’empereur. Cyrus de Phase devient patriarche d'Alexandrie après le départ des Perses et peut s’en faire le promoteur, d’autant qu’il est aussi nommé préfet provincial. Cependant, une partie des monophysites rejettent le monoénergisme. C’est le cas de l’église jacobite représentée par le patriarche d’Antioche, Athanase. Il rencontre Héraclius en 631 et, au terme de longs échanges, feint de se rallier au monoénergisme mais sans signer de document qui pourrait officialiser cette adhésion. De même, si l’Église d’Arménie accepte, c’est seulement sous la pression et sans jamais avoir réellement adhéré. Au sein même de l’église catholique, des voix s’élèvent, en particulier celle de Sophrone qui est élu patriarche de Jérusalem en 633/634 et défend ardemment les conclusions du concile de Chalcédoine, en partie remises en cause par le monoénergisme. Pour calmer le jeu, Héraclius promulgue en 634 un édit qui interdit de discuter de l’existence d’une ou de plusieurs énergies ou volontés chez le Christ.

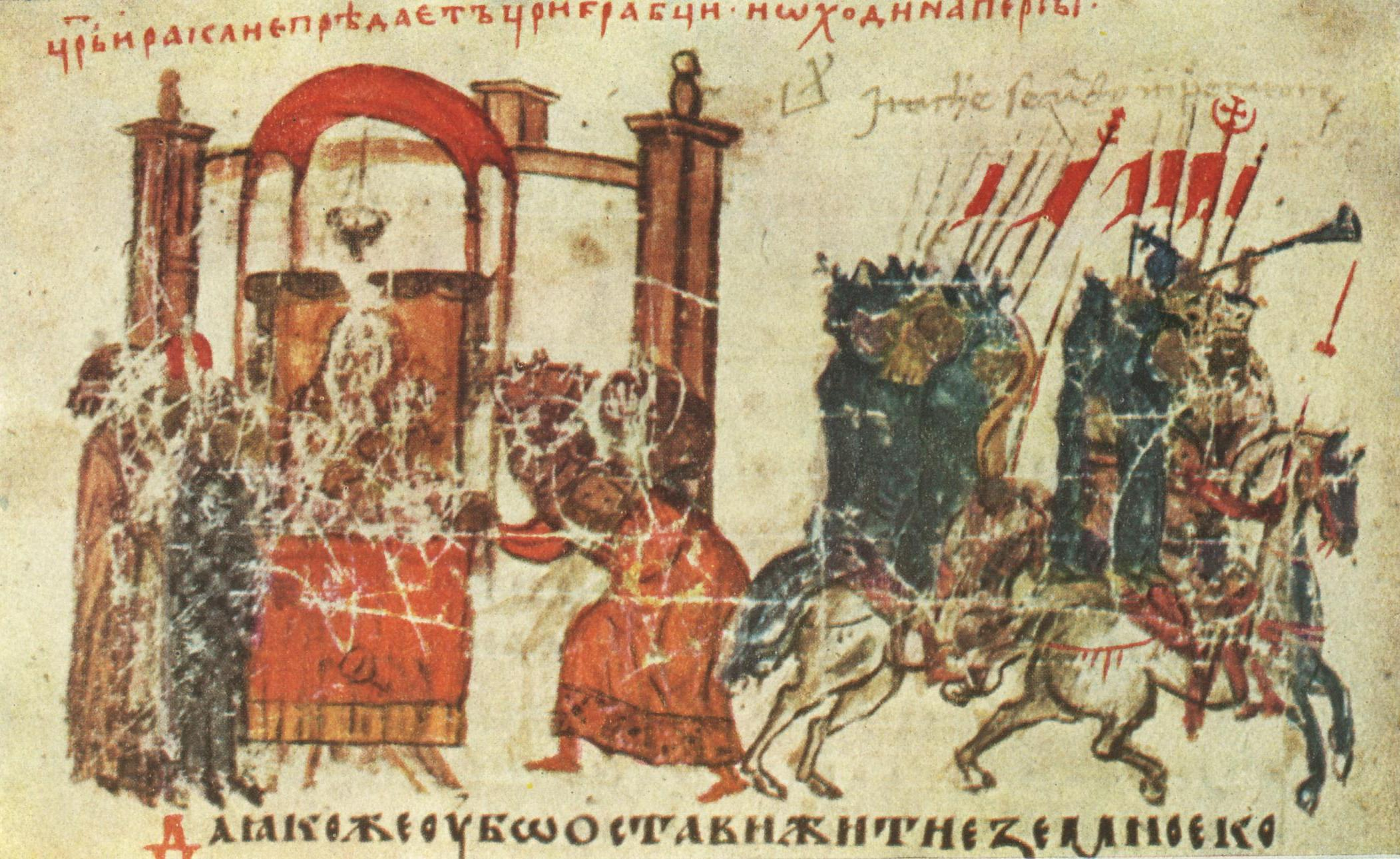
Miniature de la chronique de Manassès représentant Héraclius vénérant une icône de la Vierge Marie à l'enfant, avant de partir en campagne contre les Sassanides.

Néanmoins, il ne faut que quelques années pour que le débat se rallume, à l'issue d'un échange de lettres entre le patriarche de Constantinople et le pape Honorius. Si Rome est encore tenue par les Byzantins, le pape demeure une autorité spirituelle forte et soucieuse d’indépendance face au pouvoir temporel de l’empereur. Au terme de cet échange sur le monoénergisme, Honorius Ier indique incidemment qu'il est possible de ne voir qu'une seule volonté chez le Christ. C'est l'acte de naissance du monothélisme. Pendant un temps, cette formule semble devenir la doctrine officielle de l’église impériale. En 638, Héraclius promulgue l’ecthèse qui l’officialise dans l'Empire. Seulement, Séverin, qui devient pape en 638, rejette aussitôt le monothélisme. Désormais, une opposition apparaît entre Rome et Constantinople, où Pyrrhus est devenu le nouveau patriarche à la mort de Serge. Il semble que les autorités byzantines retardent la consécration de Séverin comme pape pour le contraindre à consentir au monothélisme. L’exarque de Ravenne, Isaac, envoie des forces à Rome qui s’emparent d’une partie des trésors religieux, à la fois pour faire pression sur le pape mais aussi peut-être pour financer la guerre contre le conquérant musulman. Dans tous les cas, à la mort d’Héraclius, la situation reste dans l’impasse. Le nouveau pape, Jean IV vient en effet de condamner solennellement le monothélisme. Les différents pôles de la chrétienté s’opposent et finalement, les invasions musulmanes isolent encore plus les églises non-chalcédoniennes. Le projet d'un unique Empire régnant sur une Église chrétienne unie s'évanouit définitivement.
Enfin, Héraclius mène une politique de répression à l'égard de l'importante minorité juive de l'Empire. Depuis plusieurs décennies, les mesures d'oppression à l'égard des Juifs sont récurrentes. Justinien en a déjà pris pour réprimer les mouvements de contestation qui s'élèvent parfois, y compris parmi les Samaritains. Au cours de la guerre byzantino-perse, il apparaît que les Juifs ont souvent accueilli favorablement les Sassanides dans les provinces conquises. Peut-être ont-ils même gouverné un temps la ville de Jérusalem après sa chute en 614. Dans tous les cas, quand il reprend le contrôle des régions orientales, Héraclius impose notamment aux Juifs le baptême forcé, tandis que des manifestations locales antisémites sont récurrentes et conduisent parfois à des massacres. La portée et l'effectivité de l'obligation de baptême continuent de faire débat, mais elles attestent la volonté d'Héraclius d'uniformiser les convictions religieuses au sein de l'Empire,,.

## Famille et succession

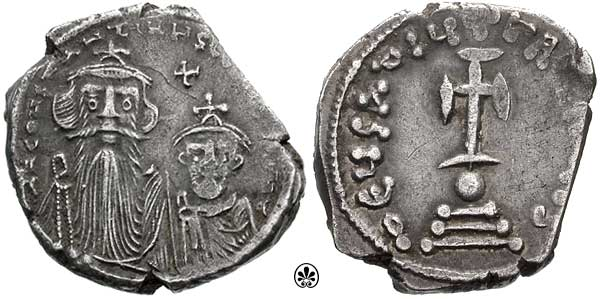
Pièce de monnaie représentant Constant II et de son fils Constantin IV, les deux principaux successeurs d'Héraclius.

Héraclius a d'abord été marié à Fabia Eudocia, avec qui il s'engage alors qu'il est encore en Afrique. Dès son arrivée sur le trône, il se marie avec elle et elle prend le nom d'Eudocie. De santé fragile, elle meurt en août 612, apparemment d'une crise d'épilepsie. Quelques mois plus tôt, elle a donné naissance à un fils, le futur Constantin III, qui fait rapidement figure d'héritier. Dès 613, il est couronné comme coempereur, une pratique courante dans le monde byzantin qui permet de désamorcer les difficultés qui se posent régulièrement autour de la succession impériale. Pour Héraclius, qui est arrivé sur le trône au terme d'une révolte, il est d'autant plus crucial d'affirmer la légitimité de sa dynastie, ce qui explique qu'il couronne son fils alors qu'il n'a que quelques mois. Constantin III semble aussi avoir été de santé fragile. Généralement, il reste à Constantinople quand son père part combattre, peut-être pour préserver sa santé et s'assurer qu'un membre de la famille impériale reste dans la cité impériale. Il est marié à sa cousine Gregoria Anastasia, fille de Nicétas, le cousin d'Héraclius. En 641, il succède à son père mais ne règne que quelques mois puisqu'il meurt le 25 mai 641, probablement de tuberculose même si Martine, la deuxième femme d'Héraclius est parfois soupçonnée de l'avoir empoisonné pour favoriser l'ascension au pouvoir de ses propres fils.
Avec Fabia Eudocia, il a aussi une fille, Eudoxie Ephiphanie. Promise au kaghan des Göktürks, la mort de celui-ci met un terme au projet de mariage.
Après la mort de sa première femme, Héraclius reste veuf quelque temps avant de se remarier avec sa nièce Martine, probablement vers 622-623. Ce mariage a fait scandale dans l'aristocratie byzantine en raison de la proximité familiale des époux et Martine souffre toute sa vie d'une grande impopularité,. Le patriarche Serge s'oppose un temps à cette union, mais l'empereur le contraint à célébrer le mariage. Régulièrement, les sources de l'époque mentionnent ce mariage contraire aux règles comme l'une des causes des malheurs de leur temps, en provoquant la colère divine. En outre, la question de la succession se complexifie car Martine soutient la prétention au trône de ses propres enfants,. Ensemble, ils ont une dizaine de fils et filles mais plusieurs meurent en bas âge ou sont handicapés, ce qui peut s'expliquer par le caractère incestueux du mariage :
- Constantin : leur premier né est couronné comme coempereur dès son plus jeune âge mais il semble être décédé très jeune[183] ;
- Fabius : né paralysé, il meurt au cours de son enfance[182] ;
- Théodosios : apparemment sourd et muet, il se marie avec une fille de Schahr-Barâz[184] ;
- Héraclonas : couronné comme coempereur en 638, il devient assez vite le favori de sa mère pour la succession d'Héraclius. Néanmoins, son père continue de lui préférer son premier fils. Héraclonas succède finalement à Constantin III à la mort de ce dernier alors qu'il n'a que quinze ans et c'est sa mère qui assure la régence. Cependant, il ne règne lui aussi que quelques semaines avant d'être renversé par un complot palatin dirigé par le général Valentin qui met sur le trône Constant II, le fils de Constantin III dont le règne s'étend jusqu'en 668. Héraclonas est mutilé et décède sans doute peu après[185] ;
- David, renommé Tibère quand il est couronné coempereur en 641[186] ;
- Martinos : nommé césar ou nobellissime en 638[186] :
- Augustina, nommée Augusta en 638[186] ;
- Martina, nommé Augusta en 638[186] ;
- Fébronia[182].

Il a au moins un fils bâtard, Jean Athalarichos, dont la mère est inconnue et qui tente, sans succès, de se révolter contre lui vers 638.
Si la succession immédiate d'Héraclius est complexe, Constant II rétablit une certaine stabilité et la dynastie dite des Héraclides règne sur l'Empire jusqu'en 711. Dans un espace politique encore pénétré de l'héritage romain où le principe dynastique reste relativement peu ancré, la pratique mise en place par Héraclius de promotion de ses différents enfants aux titres de coempereurs ou de césars est parfois considérée comme un tournant, même si des historiens comme Gilbert Dagron estiment que c'est la dynastie isaurienne qui installe véritablement la légitimité dynastique dans l'ordre politique byzantin.

## Pratique du pouvoir

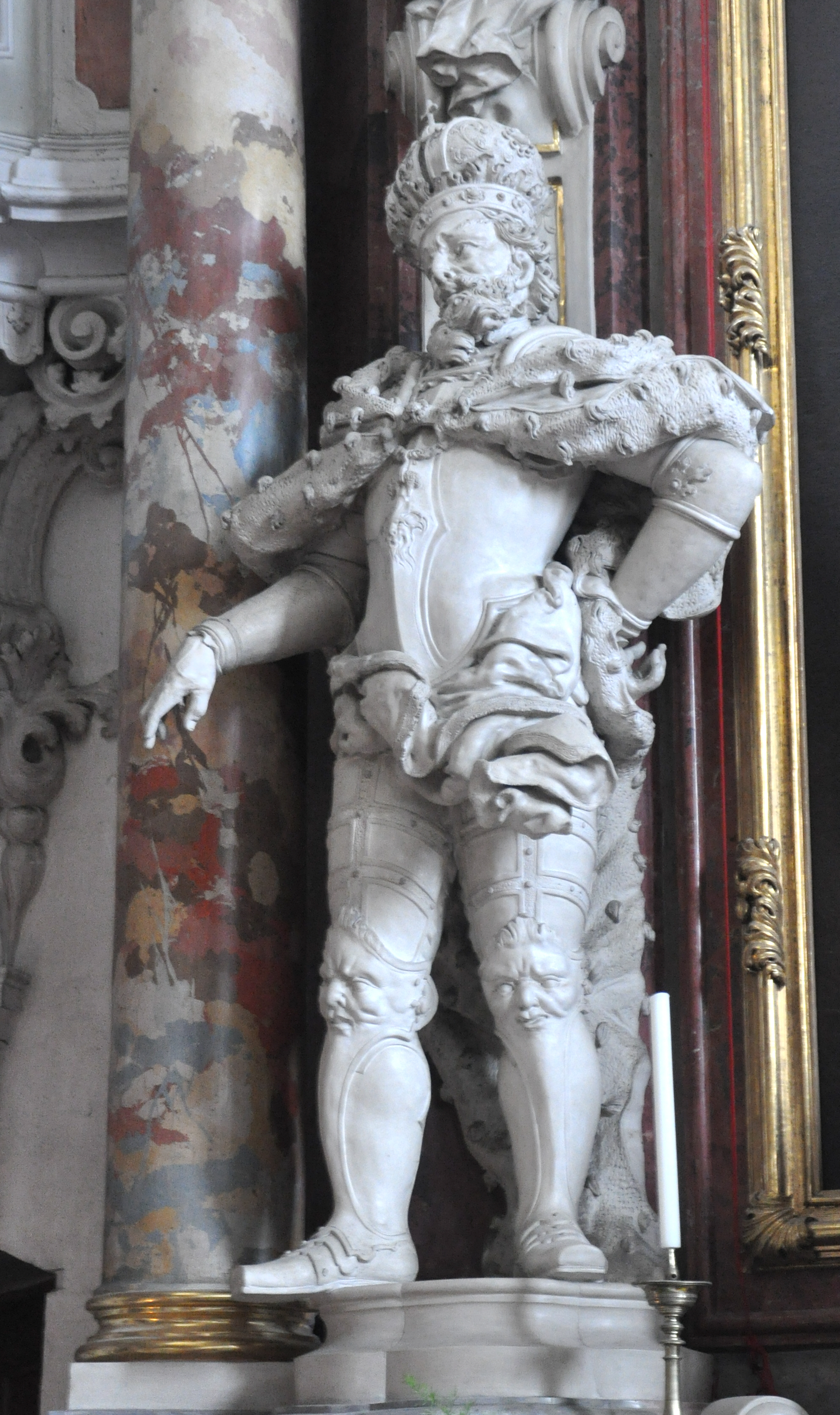
Statue d'Héraclius (début XVIII) dans l'abbaye de Metten, Allemagne.

La personnalité d’Héraclius demeure, à bien des égards, mystérieuse et, comme l'indique Walter Kaegi, il est largement aventureux d'essayer de percer à jour sa psychologie. Quelques chroniqueurs nous ont laissé des descriptions et des jugements sur lui, mais ils ne sont guère plus que des indices pour approcher l’homme derrière l’empereur. Sa perception du monde et de son rôle en tant qu’empereur nous est largement inconnue. Cela a été dit, il n'a pas cherché à modifier en profondeur les structures de son Empire et n'apparaît donc pas comme un réformateur. Il est réputé pour sa religiosité, son caractère d’homme d’action comme en témoigne sa présence sur le champ de bataille, sa capacité à saisir les occasions qui se présentent à lui et à jouer sur plusieurs tableaux à la fois ou bien encore sa connaissance de terrain de l’Empire. Rares sont les empereurs à avoir autant sillonné les provinces et à être restés aussi longtemps en-dehors de Constantinople. C’est là un trait saillant de la manière de gouverner d’Héraclius, qui le distingue par exemple de Justinien. Il apprécie d'apparaître en public, que ce soit lors des nombreuses cérémonies ou processions qu'il organise à Constantinople ou en campagne, au devant de ses hommes. Ce rôle de général en campagne qu'il endosse atteste ses qualités militaires, même si elles sont difficiles à appréhender précisément. Il dispose très certainement d'une éducation militaire, ne serait-ce qu'auprès de son père et il a peut-être lu le Stratégikon de Maurice, qui est le grand manuel de stratégie militaire de son temps. Au-delà de son sens stratégique, Héraclius semble avoir été un bon orateur, plusieurs sources mentionnent son éloquence et Georges de Pisidie reprend parfois certains de ses discours. Il s'adresse à plusieurs reprises directement à ses hommes pour leur insuffler un esprit combatif mais aussi à la population dès qu'il le peut. James Howard-Johnston va jusqu'à considérer qu'il met en place une forme de propagande pendant la guerre contre les Sassanides pour les discréditer aux yeux des populations occupées ou bien encore des Chrétiens du Caucase pour les inciter à se rallier à sa cause
Tout entier pris par les affaires militaires qui touchent à la survie même de l’Empire, il délègue largement les affaires courantes à des hommes de confiance. Il se repose aussi beaucoup sur son cercle familial étroit dès les débuts de son règne avec les rôles éminents confiés à son cousin Nicétas ou à son frère Théodore, même si les dernières années de son règne voient l’émergence de disputes successorales qui polluent son héritage.
Quelques témoignages mettent en avant le sens de la justice d’Héraclius. C’est là un trait commun chez nombre de dirigeants byzantins que de se mettre en scène comme dispensateurs de justice et protecteurs des plus fragiles. Il est ainsi rapporté qu'une veuve, impliquée dans une querelle avec un haut dignitaire de l'Empire à propos de la délimitation de leurs propriétés respectives, aurait supplié Héraclius d'intervenir lors d'une de ses apparitions publiques. L'empereur, apprenant qu'un des fils de la plaignante a été frappé à mort par les domestiques du dignitaire en question, aurait ordonné une enquête et fait châtier les responsables.
Il contribue largement à ancrer la religion dans la pratique du pouvoir politique byzantin. Ses appels à la ferveur religieuse dans la lutte contre les Sassanides, sa contribution au développement du culte des icônes, son rôle de protecteur des reliques les plus saintes du christianisme et ses tentatives répétées de réconcilier les branches du christianisme sont à replacer dans le contexte d'un empereur comme lieutenant de Dieu sur terre. En tant que tel, il n'hésite donc pas à s'immiscer dans les affaires religieuses. Si les bonnes relations qu'il entretient avec le patriarche Serge évitent tout conflit avec le pouvoir spirituel de Constantinople, les difficultés émergent avec une papauté de plus en plus autonome.
Il est régulièrement considéré comme un passionné d'astrologie, en particulier dans les dernières années de sa vie, mais il est compliqué de savoir jusqu'à quel point il s'est adonné à cette pratique. Plusieurs sources mentionnent sa proximité avec Étienne d'Alexandrie, un des principaux savants de l'époque reconnu pour se livrer à des prédictions astrologiques ou à l'alchimie.

## Postérité et représentations

### Héraclius dans la tradition musulmane

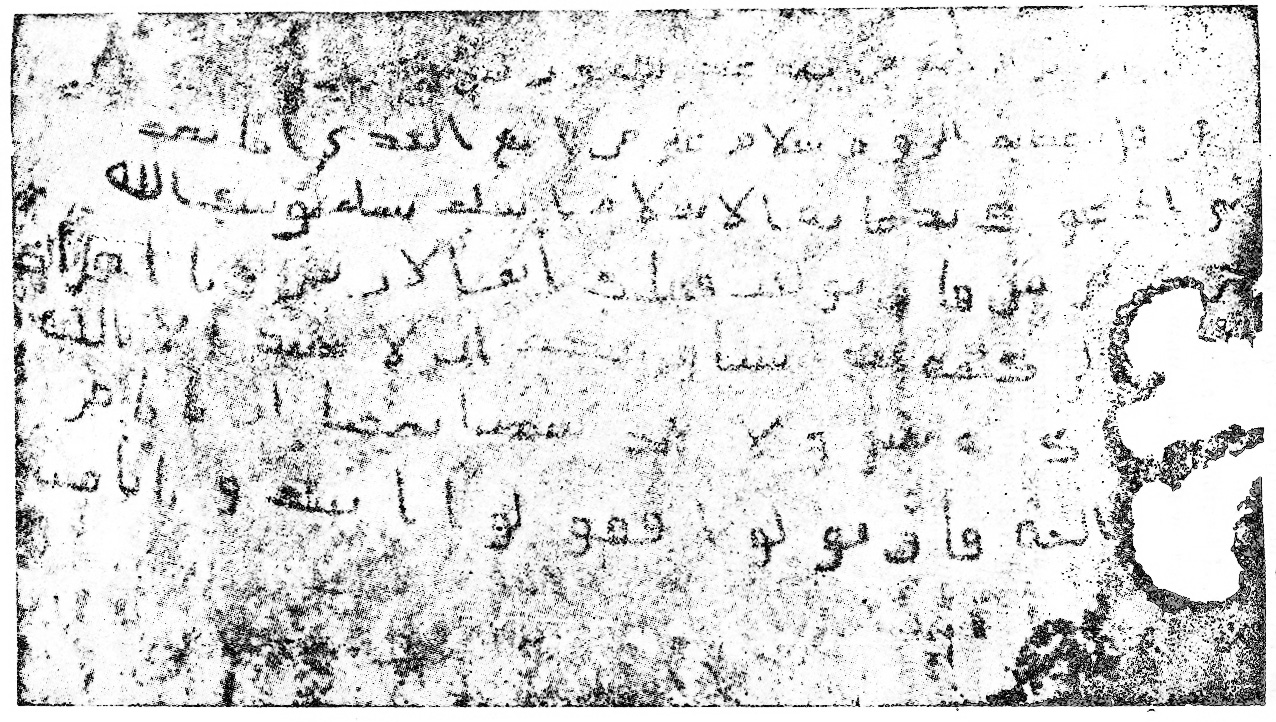
Reproduction de la lettre que Mahomet aurait envoyé à Héraclius. Tirée de Majid Ali Khan, Muhammad The Final Messenger, Islamic Book Service, New Delhi (1998).

Du fait de son rôle d’empereur byzantin au tout début de l’expansion de l’islam, Héraclius bénéficie d’une place à part dans les sources et les écrits musulmans,. La guerre qu'il remporte contre les Sassanides est ainsi directement mentionnée dans la trentième sourate du Coran, Ar-Rum (« Les Romains »). Plusieurs légendes circulent autour d'Héraclius, notamment le fait qu'il aurait vu en rêve l'invasion à venir de son Empire par un peuple pratiquant la circoncision, qu'il aurait alors identifié aux Juifs. Selon la tradition musulmane, Mahomet a envoyé une lettre à l’empereur pour le convaincre d’embrasser la nouvelle foi musulmane. Aucune mention de cette missive n’a été retrouvée dans les sources chrétiennes et il est fort possible que jamais Héraclius n’a reçu le message de Mahomet, s’il a effectivement existé. Selon certains textes musulmans, Héraclius aurait été tenté par une conversion et aurait commencé à exiger l’adhésion à l’islam de l’élite byzantine. Face à l’opposition qui se serait dressée contre lui, il aurait assuré avoir seulement voulu tester leur foi chrétienne. Les travaux modernes mettent fortement en doute ce récit. Il est difficile de connaître l’opinion d’Héraclius sur la nature de cette nouvelle religion qui émerge aux frontières de son Empire. Selon Kaegi, il est possible qu’il n’y ait vu qu’une secte du judaïsme. Dans tous les cas, il jouit d'une image particulièrement favorable chez les chroniqueurs musulmans, à la différence des dirigeants sassanides, notamment Khosro qui est voué aux gémonies. Plusieurs textes font directement référence à Héraclius, dont le Utendi wa Tambuka, l’un des plus anciens documents en swahili, aussi appelé Livre d’Héraclius qui relate de façon romancée les premières conquêtes de l’islam. Le chroniqueur musulman du XIVe siècle Ibn Kathir tient en haute estime l’empereur, « l’un des hommes les plus sages et un dirigeant particulièrement déterminé, avisé et opiniâtre. Il dirigea les Romains avec gloire et autorité ». De manière générale, les auteurs musulmans font d'Héraclius un modèle de bon dirigeant. Par-là, ils lui attribuent un rôle fondamental. En tant que leader du principal Empire du Proche-Orient, amené à survivre à l'expansion de l'islam et à devenir un de ses principaux rivaux, il est nécessaire qu'il apparaisse comme vertueux et ouvert aux préceptes de l'islam pour justifier cette survie, à la différence des Sassanides qui sont annihilés. De même, l'estime qu'il prête aux Musulmans et à Mahomet sert à valoriser ce dernier et la nouvelle foi qui se propage,,.

### Images et représentations artistiques de l'empereur

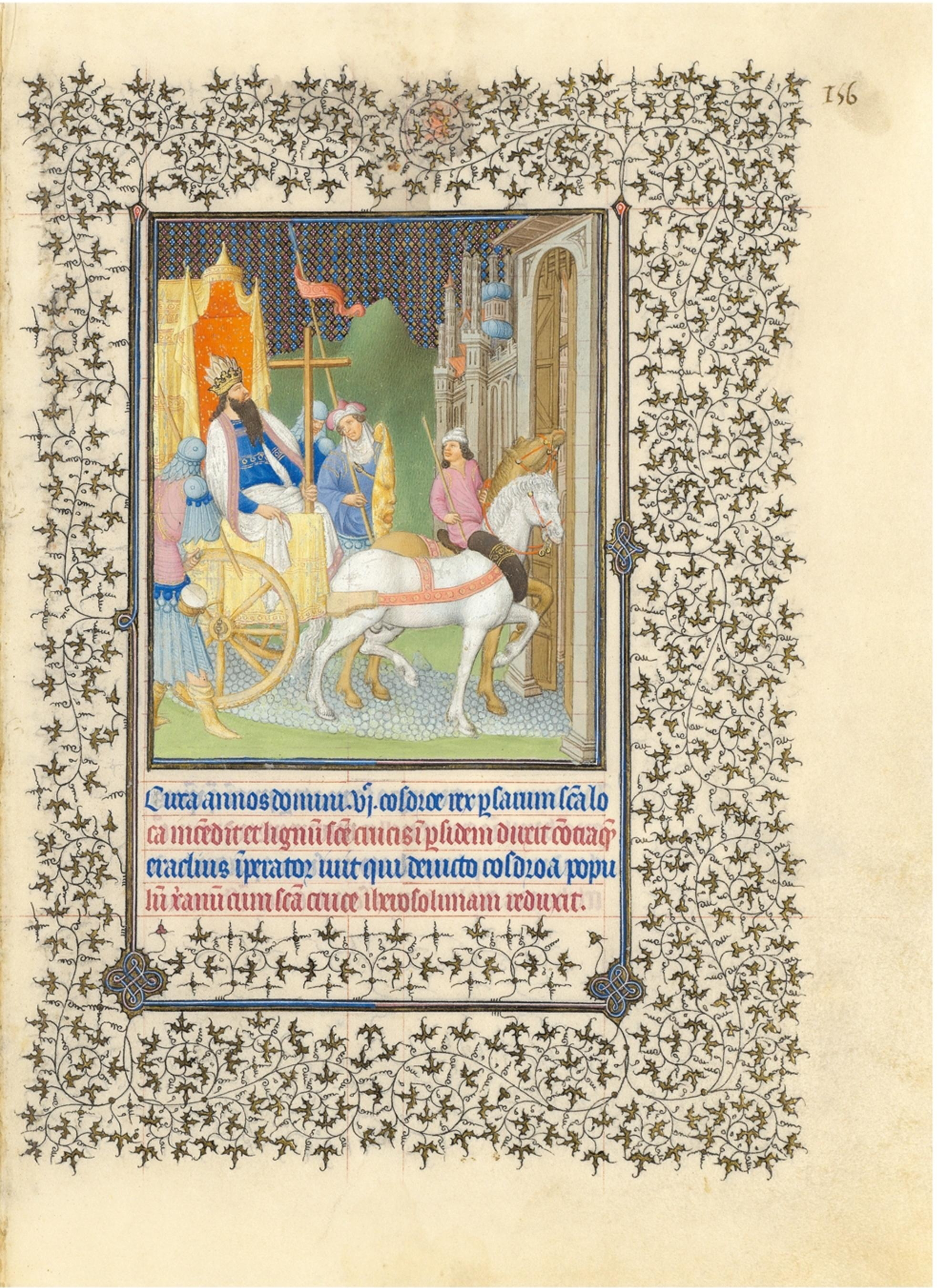
Héraclius ramenant la Vraie Croix à Jérusalem, enluminure issue du manuscrit Les Belles Heures du duc de Berry, XV.

Dans le monde occidental, l'empereur Héraclius est généralement dépeint sous les traits d'un empereur combattant, défenseur de la chrétienté. En dépit de ses défaites face à l'Islam, ses exploits contre les Perses ont retenu l'attention des chroniqueurs et des artistes à différentes époques. Dans le monde byzantin, Héraclius est un des modèles à suivre pour les empereurs. Dans l'Europe occidentale, il est souvent célébré pour sa lutte contre les ennemis du christianisme. C'est surtout sous les Carolingiens que se développe une iconographie spécifique à Héraclius, probablement du fait de la conquête par Charlemagne d'une large partie de l'Italie et du mouvement de la renaissance carolingienne, avec l'accélération des manuscrits copiés et enluminés qui permettent la diffusion des événements de la vie de l'empereur. En-dehors de l'Europe occidentale, Héraclius est aussi célébré pour son action en faveur de la foi chrétienne. En Arménie, la cathédrale de Mren est bâtie à la fin de son règne et comprend, sur un de ses linteaux, une représentation de l'entrée d'Héraclius à Jérusalem,.
L'iconographie médiévale autour d'Héraclius tourne largement autour de sa lutte contre les Sassanides et du retour de la Vraie Croix à Jérusalem. Héraclius apparaît alors comme un empereur d'une profonde piété, qui accepte de pénétrer humblement dans la ville dans une imitation du Christ (imitatio christi). Ce portrait de l'empereur a connu une postérité assez importante dans l'Europe médiévale. Raban Maur, moine allemand du IXe siècle, semble être à l'origine des premiers textes à propos d'Héraclius avec le Reversio Sanctae Crucis qui décrit l'apparition de l'archange saint Michel auprès de l'empereur et l'incite à se défaire de ses habits impériaux pour ramener la Vraie Croix dans Jérusalem. Les premières illustrations de cette apparition figurent quant à elles dans le sacramentaire du Mont-Saint-Michel. Une série de vitraux de la Sainte-Chapelle à Paris reprennent cette thématique. La Légende dorée de Jacques de Voragine, composée au XIIIe siècle, invente l'image d'Héraclius décapitant Khosro qui vient de refuser la foi chrétienne. Jan de Beer en tire une peinture, tandis que Piero della Francesca décore la basilique San Francesco d'Arezzo d'un ensemble de fresques sur le thème de La Légende de la Vraie Croix. Elles retracent l'histoire de cette relique, depuis l'arbre qui a fourni le bois à cette croix jusqu'à la victoire d'Héraclius contre Khosro II et son pèlerinage à Jérusalem.
| - La bataille entre Héraclius et Chosroès peinte par Piero della Francesca |

La popularité de la figure d'Héraclius a largement à voir avec le développement des Croisades, dont il est perçu comme un pionnier, par exemple par Guillaume de Tyr, chroniqueur de la Première croisade. Foulques de Chartres note que Baudouin II de Jérusalem s'inspire de l'empereur byzantin pour rentrer dans la cité de Jérusalem. Au XIIe siècle, le roman Eracle de Gautier d'Arras décrit une biographie romancée d'Héraclius qui le glorifie en héraut de la chrétienté. À l'époque moderne, Corneille se différencie assez notablement. S'il prend le règne d'Héraclius comme cadre pour l'une de ses tragédies, il s'inspire surtout de sa prise de pouvoir face à Phocas, dépeint comme le modèle du tyran à renverser et se détache largement du contexte historique, puisque Héraclius est le fils de Maurice.

## Historiographie

Le monde méditerranéen vers 650, quelques années après la mort d'Héraclius.

Sous son règne, Héraclius bénéficie d'éloges panégyriques à sa gloire, en particulier de Georges de Pisidie. Il y est dépeint comme l'égal de grands héros de l'Antiquité ou du christianisme, tels Héraclès, Alexandre le Grand, Constantin Ier, Moïse ou David. Les quelques opinions négatives à son égard se trouvent chez les auteurs de langue syriaque, souvent proches des milieux monophysites ou nestoriens comme Jean Bar Penkayé, qui vilipendent son autoritarisme religieux ou son mariage incestueux avec Martine, à la source des malheurs de sa fin de règne. Les invasions musulmanes sont alors décrites comme le fruit de la colère divine. Mais au sein de l'Empire, il devient le représentant d'un monde perdu, d'une époque glorieuse et donc un modèle à suivre pour ses successeurs. Michel Choniatès, qui est un membre éminent de la cour de l'empereur de Nicée Théodore Lascaris, estime que ce dernier est le plus grand empereur de l'histoire byzantine, égalé seulement par Basile II et Héraclius. De même, Constantin VII, empereur et figure intellectuelle de la renaissance macédonienne, estime que son règne marque un tournant. Sur ce point, il est largement suivi par les historiens modernes.

### Un règne à la charnière entre l'Antiquité et l'Empire byzantin médiéval
Le règne d’Héraclius a été largement étudié par les byzantinistes, en raison de son impact sur l’évolution à venir du monde byzantin. Régulièrement, il est considéré comme un moment charnière lors duquel s’effacent les principales traces de l’Empire romain tardif, au profit d’un monde plus spécifiquement byzantin. Plus largement, le règne d’Héraclius fait partie des étapes de la fin de l’Antiquité tardive et de l’émergence d’un monde médiéval, en particulier dans le cadre spécifique de la Méditerranée orientale. Nombre d'ouvrages reprennent ainsi la césure du VIIe siècle. C'est le cas de Mark Whittow dans The Making of Byzantium, 600-1025. De même, Cécile Morrisson fait de l'année 641 le début de l'État méso-byzantin qui succède l'Empire romain d'Orient dont l'histoire débute en 330 avec la création de Constantinople.
L'un des principaux problèmes qu'a pu poser le règne d'Héraclius aux historiens a été de déterminer son rôle dans cette transition, s'il l'a impulsée ou s'il l'a subie. Durant la première moitié du XXe siècle, plusieurs auteurs ont vu en lui un empereur qui a mis en œuvre des réformes importantes. C'est le cas d'Ernst Stein, mais surtout de Georg Ostrogorsky dans son Histoire de l'État byzantin. Il en fait l'initiateur de la « régénération intérieure » dont a besoin l'Empire pour survivre et lui prête la paternité de la mise en place des thèmes, qui réforment l'administration provinciale mais aussi de tout un ensemble de mesures qui modifient les structures de l’État central. Cette vision a été largement contestée depuis, par Paul Lemerle notamment, qui estime qu'il subit son époque sans jamais en maîtriser les événements ou plus récemment par John Haldon. Ce dernier a profondément étudié les ressorts des transformations du VIIe siècle qui bouleversent en profondeur le monde byzantin et aboutissent à un Empire largement réformé. Il estime que ce sont des évolutions de plus long terme, qui précèdent et dépassent Héraclius, qui fondent les adaptations progressives mais radicales de l'Empire romain d'Orient. Walter Emil Kaegi a vu dans ce débat l'opposition entre une vision, désormais relativement dépassée, qui donne un rôle éminent aux « grands hommes » et l'idée que l'histoire est surtout marquée par des évolutions de longue durée, sur lesquelles même les dirigeants de qualité ont une influence limitée.
Quoi qu'il en soit, il demeure évident aujourd'hui que le règne d'Héraclius est un tournant fondamental. Il marque le début d’une profonde rétractation territoriale avec la perte des Balkans, des provinces orientales et bientôt de l’Afrique. En parallèle, toutes les structures administratives de l’Empire en sont nécessairement bouleversées de même que sa démographie. Paul Lemerle fait remarquer que c’est le début de l’homogénéisation culturelle de l’Empire byzantin autour de son élément spécifiquement grec avec une séparation d’avec les populations proche-orientales mais aussi du monde latin, comme l'attestent les difficultés du contrôle impérial sur l’Italie. Il considère aussi que son règne marque l'évanouissement définitif du grand rêve de restauration de la puissance romaine, porté par Justinien. Or, tant Paul Lemerle que John Haldon estiment que cette ambition excède de loin les ressources de l'Empire, ce dont Héraclius fait les frais,.

### Héraclius face aux événements

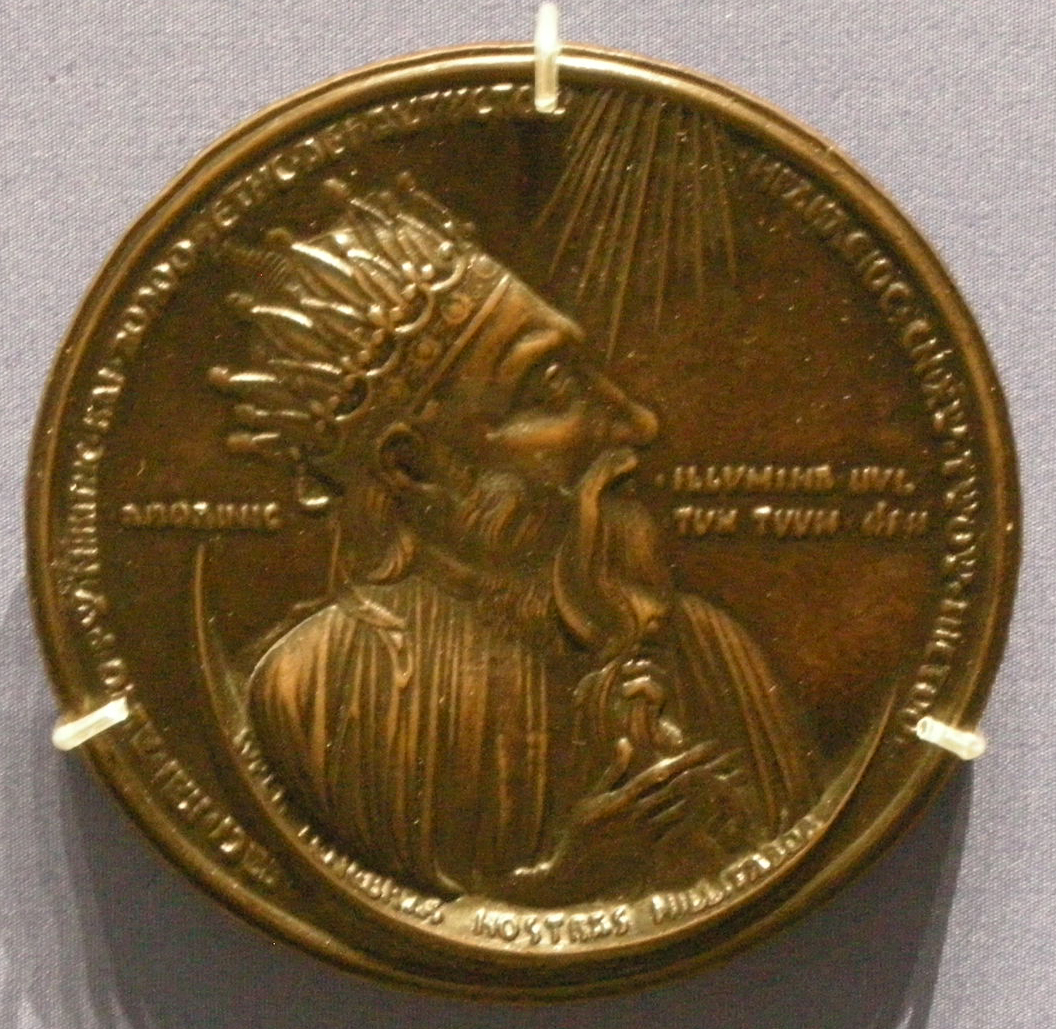
Médaille à l'effigie d'Héraclius par Michelet Saulmon, vers 1400, musée numismatique d'Athènes.

Les historiens se sont beaucoup interrogés sur l'action d'Héraclius et notamment sur l'inconstance apparente de celle-ci. John Bagnell Bury pose ainsi la question : « Comment le héros de la dernière grande guerre perse a-t-il passé les dix dernières années de son règne ? Et pourquoi a-t-il sombré dans une sorte de léthargie après son triomphe final ? ». Il reprend alors en partie l'analyse de Ludovic Drapeyron sur l'humeur variable d'Héraclius, l'historien français parlant de « l'illusion d'une énergie sans égale » d'un homme qui « a plus de sensibilité que d'intelligence, plus d'intelligence que de volonté ». Ces difficultés à appréhender l'homme qu'est Héraclius apparaissent déjà au XVIIIe siècle dans l'ouvrage d'Edward Gibbon sur l’Histoire de la décadence et de la chute de l'Empire romain: « Parmi tous les princes qui jouent un rôle dans l’histoire, le caractère d’Héraclius est un des plus singuliers et un des plus difficiles à concevoir dans son ensemble ».
Si la personnalité d'Héraclius reste entourée d'un halo de mystère, les historiens plus modernes s'intéressent moins aux ressorts intimes de son action et reconnaissent en lui l'un des plus grands dirigeants de l'histoire byzantine, capable de mobiliser des ressources et une volonté considérables dans une lutte à mort contre les Sassanides. Son génie stratégique, développé à l’occasion de ses campagnes audacieuses en Arménie, sont souvent mises en avant. Il est ainsi loué pour sa prise de risque et sa capacité à jouer sur tous les terrains pour combattre une menace mortelle. S’il est généralement crédité des succès contre les Sassanides, les historiens sont plus partagés sur sa responsabilité dans les défaites en séries contre les Musulmans. Dans tous les cas, elles ne ternissent guère sa mémoire, y compris chez ses contemporains. Warren Treadgold écrit que « même rétrospectivement, il est impossible de dire si la riposte limitée d'Héraclius aux invasions arabes était une grave erreur, une petite erreur ou bien n'était pas une erreur du tout. Dans tous les cas, elle était la réponse d'un stratège avisé, bien informé et expérimenté ». Il voit en lui une « figure tragique » dont l’œuvre d'une vie s'effondre en quelques années. Norman Davies estime qu'il s'en est manqué de quelques années pour qu'il ne devienne « le plus grand général romain depuis Jules César ». John Julius Norwich synthétise l'idée générale qui veut qu'Héraclius n'a guère les moyens de s'opposer à l'expansion de l'islam en soulignant qu'il « a simplement vécu trop longtemps ».
Dans l’ouvrage qu’il consacre à l’empereur, Walter Emil Kaegi conclut sur le grand nombre de défis auquel il fait face. Il en dénombre treize parmi lesquels les invasions étrangères (perses, slavo-avares ou musulmanes), l’épuisement financier de l’Empire, la mort de sa première femme, le schisme autour du monothélisme ou les rivalités intrafamiliales autour de sa succession. Face à ces défis, Héraclius fait preuve d'une remarquable capacité à user de tous les moyens disponibles pour les affronter. Selon lui, « aucun empereur byzantin n'a autant connu le succès et l'échec en un même règne ». Il termine par ces réflexions, « la vie et le règne d'Héraclius interrogent sur ce qu'il est possible d'attendre d'un individu, peu importe qu'il soit exceptionnellement talentueux et plein de détermination, dès lors qu'il affronte des circonstances et des tendances de fond contraires ».